# Catalogue des peintures ramenées d'Italie en France entre 1796 et 1814
 (janvier 2024).
Si vous disposez d'ouvrages ou d'articles de référence ou si vous connaissez des sites web de qualité traitant du thème abordé ici, merci de compléter l'article en donnant les références utiles à sa vérifiabilité et en les liant à la section « Notes et références ».
 (novembre 2024).
Profitant des deux campagnes d'Italie, en 1796-1797 et en 1799-1800, Napoléon Bonaparte, d'abord en tant que général au nom du Directoire, puis en tant que premier Consul, impose dans les traités de paix des clauses permettant aux commissaires français de saisir des peintures dans les églises et les galeries princières à partir de 1796, ce qu'il fera reconnaitre et compléter en février et octobre 1797 par le traité de Tolentino et le traité de Campo-Formio.
Avec la fermeture de certaines églises italiennes en 1811, des tableaux ont été disponibles et ont été achetés par Dominique Vivant Denon pour compléter les collections du musée du Louvre, ce qui porte le total à 506 tableaux. Certaines œuvres furent déposées dans les musées de province créés par l'arrêté Chaptal de 1801, y compris à Bruxelles, Genève et Mayence qui en conservent encore cinq, deux et une respectivement.
La moitié environ des peintures apportées en France, soit 249 tableaux sur 506, sont retournées en Italie en 1815 à la suite de la seconde abdication de Napoléon Ier et du congrès de Vienne, sans que cette nouvelle saisie n'ait toutefois fait l'objet d'aucun traité, dont environ les trois quarts de celles provenant de Venise et Florence et la moitié de celles de Rome, hors l'église Saint-Louis-des-Français. À l'exception notable des deux Giorgione et deux Parmesan, ces restitutions ne mirent néanmoins pas en cause la représentativité des principaux artistes figurant au musée du Louvre, souvent déjà collectionnés en nombre sous l'Ancien Régime (Raphaël, Titien, Véronèse, Tintoret) ; tandis que les œuvres qui purent être conservées, souvent de grand format, permirent en revanche de combler certaines lacunes importantes (Cimabue, Giotto, Carpaccio, Fra Angelico, Mantegna, etc.). 
Les tableaux qui avaient été envoyés dans les musées de province demeurés français y restèrent, sauf six récupérés à Rouen, Dijon, Grenoble et Marseille.
Neuf tableaux perdus ne furent pas restitués en 1815, sur 43 au total qui ont depuis disparu, dont 37 en France, outre cinq tableaux détruits lors d'incendies, à Strasbourg et Bordeaux durant la guerre de 1870 (deux Pérugin et deux Guerchin), ainsi qu'à Venise (Titien).

## Peintures de l'école italienne
| Noms des artistes                                                      | Titre des tableaux | Origine                                                                                                | Pris le                      | Date d'arrivée à Paris et lieu de dépôt                                                                                                   | Date de reprise et lieu de dépôt                                                                                               |
| ---------------------------------------------------------------------- | --- | --- | ---------------------------- | --- | --- |
| ALBANI, Francesco dit « L’ALBANE »                                     | L’Apparition de Jésus-Christ à la Vierge | Bologne – Madonna di Galliera                                                                          | 2 juillet 1796               | Paris, 8 novembre 1796 ? | ? |
| ALBANI, Francesco dit « L’ALBANE »                                     | Le Christ dans le désert, servi par les anges (Voir) | Bologne – Madonna di Galliera                                                                          | 2 juillet 1796               | Paris, 8 novembre 1796 Musée de Grenoble en 1811                                                                                          | |
| ALBANI, Francesco dit « L’ALBANE »                                     | Les Vertus théologales | Bologne – Madonna di Galliera                                                                          | 2 juillet 1796               | Paris, 8 novembre 1796 Paris - Église Saint-Roch (disparu)                                                                                | |
| ALBANI, Francesco dit « L’ALBANE »                                     | Sainte Famille (Voir) | Bologne – Église des Capucins                                                                          | 2 juillet 1796               | Paris, 31 juillet 1797 Musée de Dijon en 1812                                                                                             | |
| ALBANI, Francesco dit « L’ALBANE »                                     | La Naissance de la Vierge | Bologne – Oratoire de la Madonna del Piombo                                                            | 2 juillet 1796               | Paris, 31 juillet 1797 Louvre en 1798 | 1815 Rome – Pinacothèque du Capitole                                                                                           |
| ALBANI, Francesco dit « L’ALBANE »                                     | Saint François en oraison devant le crucifix (Voir) | Rome – Collection du duc Braschi                                                                       | 1798                         | Paris, 19 juillet 1798 Louvre en 1798 | |
| ALBANI, Francesco dit « L’ALBANE »                                     | L'Air | Turin - Galerie                                                                                        | 1799                         | Paris, 11 avril 1799 Louvre en 1801 | 1815 Turin – Pinacothèque |
| ALBANI, Francesco dit « L’ALBANE »                                     | L'Eau | Turin - Galerie                                                                                        | 1799                         | Paris, 11 avril 1799 Musée Napoléon – Louvre en 1801                                                                                      | 1815 Turin – Pinacothèque |
| ALBANI, Francesco dit « L’ALBANE »                                     | Le Feu | Turin - Galerie                                                                                        | 1799                         | Paris, 11 avril 1799 Louvre en 1801 | 1815 Turin – Pinacothèque |
| ALBANI, Francesco dit « L’ALBANE »                                     | La Terre | Turin - Galerie                                                                                        | 1799                         | Paris, 11 avril 1799 Louvre en 1801 | 1815 Turin – Pinacothèque |
| ALBANI, Francesco dit « L’ALBANE »                                     | Adam et Ève | Turin - Galerie                                                                                        | 1799                         | Paris, 11 avril 1799 Musée de Bruxelles en 1811                                                                                           | |
| ALBANI, Francesco dit « L’ALBANE »                                     | Le Repos en Égypte (Voir) | Turin - Galerie                                                                                        | 1799                         | Paris, 11 avril 1799 Palais de Saint-Cloud en 1802, Château de Fontainebleau en 1899                                                      | |
| ALBANI, Francesco dit « L’ALBANE »                                     | Sainte Famille | Florence – Palais Pitti                                                                                | 1799                         | Paris, 2 janvier 1800 Église Saint-Germain-l’Auxerrois en 1811                                                                            | 1815 Florence – Palais Pitti                                                                                                   |
| ALBANI, Francesco dit « L’ALBANE »                                     | L’Apparition de Jésus-Christ à la Vierge | Florence – Palais Pitti                                                                                | 1799                         | Paris, 2 janvier 1800 Église Saint-Germain-l’Auxerrois en 1811                                                                            | 1815 Florence – Palais Pitti                                                                                                   |
| ALBERTINELLI, Mariotto di Biagio di Bindo                              | La Vierge, l’Enfant Jésus, saint Jérôme et saint Zénobe (Voir) | Florence – Église Santa-Trinita                                                                        | 1813                         | Paris, février 1814 Musée Napoléon/Louvre en 1814                                                                                         | |
| ALFANI, Domenico di Paride                                             | La Vierge, l’Enfant Jésus, saint Jean, saint Joseph, saint François d’Assise et saint Antoine de Padoue | Pérouse – Église Saint-François                                                                        | 20 février 1797              | Paris, 27 juillet 1798 Louvre en 1800 | 1815 Pérouse – Pinacothèque |
| ALFANI, Orazio di Domenico                                             | Le Mariage mystique de sainte Catherine d’Alexandrie (Voir) | Pérouse – Église Saint-François                                                                        | 1811                         | Paris, janvier 1814 Musée Napoléon/Louvre en 1814                                                                                         | |
| ALLEGRI, Antonio, dit Le Corrège                                       | La Vierge, l’Enfant Jésus, sainte Marguerite et saint Jérôme | Parme – Académie des Beaux-Arts                                                                        | Mai 1796                     | Paris, 31 juillet 1797 Louvre en 1801 | 1815 Parme – Galerie |
| ALLEGRI, Antonio, dit Le Corrège                                       | Le Repos en Égypte, ou la Vierge à l’Écuelle | Parme                                                                                                  | mai 1796                     | Paris, 31 juillet 1797 Louvre en 1801 | 1815 Parme – Galerie |
| ALLEGRI, Antonio, dit Le Corrège                                       | Le Martyre de saint Placide et de sainte Flavie | Parme                                                                                                  | mai 1796                     | Paris, 31 juillet 1797 Louvre en 1801 | 1815 Parme – Galerie |
| ALLEGRI, Antonio, dit Le Corrège                                       | La Déposition de croix | Parme                                                                                                  | mai 1796                     | Paris, 31 juillet 1797 Louvre en 1801 | 1815 Parme – Galerie |
| ALLEGRI, Antonio, dit Le Corrège                                       | Saint Jean-Baptiste enfant | Florence – Palais Pitti                                                                                | 1799                         | Paris, 2 janvier 1800 Louvre en 1801 | 1815 Florence – Palais Pitti                                                                                                   |
| École d’Antonio ALLEGRI                                                | Une Vierge | Crémone – Église Saint-Dominique                                                                       | 5 juin 1796                  | Paris, 31 juillet 1797 ? | ? |
| École d’Antonio ALLEGRI                                                | Les Anges présentant à Jésus les instruments de la Passion (attribué à Giovanni Battista Tinti) | Savone – Église des Capucins                                                                           | 1811                         | Paris, janvier ou février 1812 Musée du Louvre en 1814, Palais de Compiègne, en 1874                                                      | |
| ALLEGRI, Pomponio                                                      | La Vierge, l’Enfant Jésus et trois anges | Parme – Église des Bénédictins de Saint-Alexandre                                                      | 1811                         | Paris, juin 1812 Musée Napoléon/Louvre | 1815 Parme - Galerie |
| ALLORI, Cristofano                                                     | Saint Jean l’Hospitalier | Florence – Palais Pitti                                                                                | 1799                         | Paris, 9 août 1801 Musée Napoléon/Louvre en 1804                                                                                          | 1815 Florence – Palais Pitti                                                                                                   |
| ALLORI, Cristofano                                                     | Le Triomphe de Judith | Florence – Palais Pitti                                                                                | 1799                         | Paris, 2 janvier 1800 Musée Napoléon/Louvre en 1804                                                                                       | 1815 Florence – Palais Pitti                                                                                                   |
| AMERIGHI ou MERISI, Michelangelo, dit LE CARAVAGE                      | Descente de croix | Livourne                                                                                               | 8 juillet 1796               | Paris, 27 juillet 1798 Disparu | |
| AMERIGHI ou MERISI, Michelangelo, dit LE CARAVAGE                      | Le Couronnement d’épines (attribution : d'après le Caravage) (Voir) | Modène - Galerie                                                                                       | 25 octobre 1796              | Paris, 31 juillet 1797 Musée de Bordeaux en 1803                                                                                          | |
| AMERIGHI ou MERISI, Michelangelo, dit LE CARAVAGE                      | La Mise au tombeau | Rome – Église des Philippines, dite la Chiesa Nuova                                                    | 3 avril 1797                 | Paris, 27 juillet 1798 Louvre en 1801 | 1815 Rome – Pinacothèque vaticane                                                                                              |
| École de AMERIGHI                                                      | Saint Sébastien pansé par une vieille femme | Modène - Galerie                                                                                       | 25 octobre 1796              | Paris, 31 juillet 1797 Musée de Tours en 1806                                                                                             | |
| ANSELMI, Michelangelo, dit MICHEL-ANGE DE LUCQUES                      | La Vierge, l’Enfant Jésus, saint Joseph et sainte Barbe | Parme – Église du Carmine                                                                              | 3 mai 1803                   | Paris, août 1804 Musée Napoléon/Louvre en 1804                                                                                            | 1815 Parme – Galerie |
| ANSELMI, Michelangelo, dit MICHEL-ANGE DE LUCQUES                      | La Vierge, l’Enfant Jésus, saint Jean-Baptiste et saint Étienne (Voir) | Parme – Église Saint-Étienne                                                                           | 3 mai 1803                   | Paris, août 1804 Musée Napoléon/Louvre en 1804                                                                                            | |
| ANSELMI, Michelangelo, dit MICHEL-ANGE DE LUCQUES                      | La Vierge, l’Enfant Jésus, saint Sébastien et saint Roch | Parme                                                                                                  | 3 mai 1803                   | Paris, août 1804 Musée Napoléon/Louvre en 1805                                                                                            | 1815 Parme – Galerie |
| ASSISI ou ALOIGI, Andrea di Luigi, dit IL INGEGNO D’ASSISI             | La Sainte Famille (Voir) (attribué à Giannicola di Paolo, dit Smicca) | Pérouse – Église Santa Maria Nuova dei Servi                                                           | 1811                         | Paris, janvier 1814 Musée Napoléon – Louvre, en 1814                                                                                      | |
| BADALOCCHIO, Sisto                                                     | Saint François d’Assise recevant les stigmates | Parme – Église des Capucins                                                                            | 3 mai 1803                   | Paris, août 1804 Musée Napoléon/Louvre en 1805                                                                                            | 1815 Parme – Galerie |
| BADALOCCHIO, Sisto                                                     | La Vierge, saint Antoine et saint Georges (La Madone entre saint Benoît et saint Quentin) (Voir) | Parme                                                                                                  | 1803                         | Paris, août 1804 Musée de Lyon en 1811 | |
| BADALOCCHIO, Sisto                                                     | Le Couronnement de la Vierge dans le ciel | Parme – Église des Carmes-Chaussées                                                                    | 1811                         | Paris, juin 1812 Musée Napoléon/Louvre en 1812                                                                                            | 1815 Parme – Galerie |
| BARBARELLI, Giorgio, dit GIORGIONE                                     | Un concert champêtre (copie d'après Giogione) | Milan – Bibliothèque Ambrosienne                                                                       | 24 mai 1796                  | Paris, 31 juillet 1797 Musée de Rouen en 1801                                                                                             | |
| BARBARELLI, Giorgio, dit GIORGIONE                                     | Un concert | Florence – Palais Pitti                                                                                | 1799                         | Paris, 2 janvier 1800 Musée Napoléon/Louvre en 1804                                                                                       | 1815 Florence – Palais Pitti                                                                                                   |
| BARBARELLI, Giorgio, dit GIORGIONE                                     | La Leçon de chant (Les Trois âges de l'homme attribué à Lorenzo Lotto en 1897, puis, de nouveau, à Giorgione) | Florence – Palais Pitti                                                                                | 1799                         | Paris, 2 janvier 1800 Musée Napoléon/Louvre en 1804                                                                                       | 1815 Florence – Palais Pitti                                                                                                   |
| BARBIERI, Giovanni-Francesco, dit LE GUERCHIN                          | Le Crucifiement de saint Pierre | Modène-Galerie                                                                                         | 22 mai 1796                  | Paris, 31 juillet 1797 Louvre en 1801 | 1815 Modène – Galerie |
| BARBIERI, Giovanni-Francesco, dit LE GUERCHIN                          | La Décollation de saint Jean et saint Paul (Voir) | Modène-Galerie                                                                                         | 22 mai 1796                  | Paris, 31 juillet 1797 Musée de Toulouse en 1811                                                                                          | |
| BARBIERI, Giovanni-Francesco, dit LE GUERCHIN                          | Mars, Vénus et l’Amour | Modène-Galerie                                                                                         | 22 mai 1796                  | Paris, 31 juillet 1797 Palais de Saint-Cloud en 1810                                                                                      | 1815 Modène – Galerie |
| BARBIERI, Giovanni-Francesco, dit LE GUERCHIN                          | Jésus descendu de la Croix et pleuré par la Vierge (Voir) | Modène-Galerie                                                                                         | 22 mai 1796                  | Paris, 31 juillet 1797 Musée de Rennes en 1801                                                                                            | |
| BARBIERI, Giovanni-Francesco, dit LE GUERCHIN                          | Ammon et Thamar | Modène-Galerie                                                                                         | 22 mai 1796                  | Paris, 31 juillet 1797 Louvre en 1801 | 1815 Modène – Galerie |
| BARBIERI, Giovanni-Francesco, dit LE GUERCHIN                          | La Crucifixion avec sainte Catherine et saint François | Parme                                                                                                  | Mai 1796                     | Paris, 31 juillet 1797 Disparu | |
| BARBIERI, Giovanni-Francesco, dit LE GUERCHIN                          | La Visitation (Voir) | Modène-Galerie                                                                                         | 19 juin 1796                 | Paris, 31 juillet 1797 Musée de Rouen en 1801                                                                                             | |
| BARBIERI, Giovanni-Francesco, dit LE GUERCHIN                          | La Trinité avec saint Géminien, saint François d’Assise, saint Sébastien et d’autres saints | Modène-Galerie                                                                                         | 19 juin 1796                 | Paris, 31 juillet 1797 Paris, église Notre-Dame, en 1802                                                                                  | ? |
| BARBIERI, Giovanni-Francesco, dit LE GUERCHIN                          | La Vierge à l'Enfant avec les saints protecteurs de la ville de Modène : saint Georges, saint Jean-Baptiste, saint Pierre martyr, saint Géminien (Voir) | Modène-Galerie                                                                                         | 22 mai 1796                  | Paris, 31 juillet 1797 Louvre en 1801 | |
| BARBIERI, Giovanni-Francesco, dit LE GUERCHIN                          | L’Apparition de la Vierge à saint Bruno | Bologne - Chartreuse                                                                                   | 2 juillet 1796               | Paris, 31 juillet 1797 Louvre en 1801 | 1815 Bologne – Pinacothèque |
| BARBIERI, Giovanni-Francesco, dit LE GUERCHIN                          | Saint Guillaume recevant l’habit monastique des mains de saint Félix | Bologne – Église Saint-Grégoire                                                                        | 2 juillet 1796               | Paris, 31 juillet 1797 Louvre en 1801 | 1815 Bologne – Pinacothèque |
| BARBIERI, Giovanni-Francesco, dit LE GUERCHIN                          | Saint Bernard Tolomei recevant de la Vierge la règle de son ordre | Bologne – San Michele in Bosco                                                                         | 2 juillet 1796               | Paris, 31 juillet 1797 Musée de Bordeaux, en 1801 (détruit dans l'incendie de l'hôtel de ville, en 1871)                                  | |
| BARBIERI, Giovanni-Francesco, dit LE GUERCHIN                          | La Circoncision (Voir) | Bologne – Église des religieuses de Jésus et Marie                                                     | 2 juillet 1796               | Paris, 31 juillet 1797 Musée de Lyon en 1811                                                                                              | |
| BARBIERI, Giovanni-Francesco, dit LE GUERCHIN                          | Jésus remettant à saint Pierre les clefs de l’Église | Cento - Cathédrale                                                                                     | 2 juillet 1796               | Paris, 31 juillet 1797 Louvre en 1801 | 1815 Cento |
| BARBIERI, Giovanni-Francesco, dit LE GUERCHIN                          | L’Apparition de la Vierge à saint Jérôme | Cento – Église du Rosaire                                                                              | 7 juillet 1796               | Paris, 31 juillet 1797 Louvre en 1801, Paris – Église de l’Assomption, 1811 - église Saint-Thomas-d’Aquin, chapelle des Catéchismes, 1880 | |
| BARBIERI, Giovanni-Francesco, dit LE GUERCHIN                          | L’Apparition de Jésus-Christ à la Vierge | Cento – Église du Nom-de-Dieu                                                                          | 7 juillet 1796               | Paris, 31 juillet 1797 Louvre en 1801 | 1815 Cento |
| BARBIERI, Giovanni-Francesco, dit LE GUERCHIN                          | La Gloire du Paradis | Cento – Église du Saint-Esprit                                                                         | 7 juillet 1796               | Paris, 31 juillet 1797 Louvre en 1798, Musée de Toulouse en 1805                                                                          | |
| BARBIERI, Giovanni-Francesco, dit LE GUERCHIN                          | La Pénitence de Saint-Pierre | Cento – Église Saint-Pierre                                                                            | 7 juillet 1796               | Paris, 31 juillet 1797 | 1815 Cento |
| BARBIERI, Giovanni-Francesco, dit LE GUERCHIN                          | Saint Bernard | Cento – Église Saint-Pierre                                                                            | 7 juillet 1796               | Paris, 31 juillet 1797 Disparu | |
| BARBIERI, Giovanni-Francesco, dit LE GUERCHIN                          | Saint Benoît et saint François d’Assise (Voir) | Cento – Église Saint-Pierre                                                                            | 7 juillet 1796               | Paris, 31 juillet 1797 Louvre en 1801 | |
| BARBIERI, Giovanni-Francesco, dit LE GUERCHIN                          | La Vierge et l’Enfant Jésus | Cento – Église des Capucins                                                                            | 7 juillet 1796               | Paris, 31 juillet 1797 Louvre en 1801 | 1815 Cento |
| BARBIERI, Giovanni-Francesco, dit LE GUERCHIN                          | Quatre saints recommandant saint Louis de Gonzague à la Vierge | Cento – Église Saint-Augustin                                                                          | 7 juillet 1796               | Paris, 31 juillet 1797 Musée du Louvre en 1798, Musée de Bruxelles en 1801                                                                | |
| BARBIERI, Giovanni-Francesco, dit LE GUERCHIN                          | Sainte Marie-Madeleine dans le désert (attribué à Cesare Gennari) | Cento – Église Sainte-Marie-Madeleine                                                                  | 7 juillet 1796               | Paris, 31 juillet 1797 Louvre en 1801 | 1815 Cento |
| BARBIERI, Giovanni-Francesco, dit LE GUERCHIN                          | Le Mariage mystique de sainte Catherine d’Alexandrie | Modène - Galerie                                                                                       | 25 octobre 1796              | Paris, 31 juillet 1797 Musée du Louvre en 1798, Palais de Saint-Cloud en 1810                                                             | 1815 Modène – Galerie |
| BARBIERI, Giovanni-Francesco, dit LE GUERCHIN                          | La Vierge et l’Enfant Jésus (Voir) | Modène - Galerie                                                                                       | 25 octobre 1796              | Paris, 31 juillet 1797 Musée du Louvre en 1798, Musée Napoléon en 1804, Musée de Chambéry en 1895                                         | |
| BARBIERI, Giovanni-Francesco, dit LE GUERCHIN                          | Salomé recevant la tête de saint Jean-Baptiste (Voir) | Modène - Galerie                                                                                       | 25 octobre 1796              | Paris, 31 juillet 1797 Musée du Louvre en 1798, Palais de Compiègne en 1810, Musée des beaux-arts de Rennes en 1955                       | |
| BARBIERI, Giovanni-Francesco, dit LE GUERCHIN                          | Saint François d’Assise recevant les stigmates | Modène - Galerie                                                                                       | 25 octobre 1796              | Paris, 31 juillet 1797 Musée du Louvre en 1798, Musée de Mayence en 1801                                                                  | |
| BARBIERI, Giovanni-Francesco, dit LE GUERCHIN                          | Saint Pierre | Modène - Galerie                                                                                       | 25 octobre 1796              | Paris, 31 juillet 1797 Louvre en 1801, Musée de Saint-Quentin en 1876 Disparu                                                             | |
| BARBIERI, Giovanni-Francesco, dit LE GUERCHIN                          | Saint Paul (Voir) | Modène - Galerie                                                                                       | 25 octobre 1796              | Paris, 31 juillet 1797 Louvre en 1801, Palais de Fontainebleau en 1815 Musée du Louvre                                                    | |
| BARBIERI, Giovanni-Francesco, dit LE GUERCHIN                          | Saint Jean dans le désert | Fano                                                                                                   | 1797                         | Paris, 27 juillet 1798 Musée de Strasbourg en 1801 Détruit en 1870                                                                        | |
| BARBIERI, Giovanni-Francesco, dit LE GUERCHIN                          | Sainte Pétronille | Rome – Monte-Cavallo                                                                                   | 1er avril 1797               | Paris, 27 juillet 1798 Louvre en 1801 | 1815 Rome – Musée du Capitole                                                                                                  |
| BARBIERI, Giovanni-Francesco, dit LE GUERCHIN                          | L’Incrédulité de saint Thomas | Rome - Vatican                                                                                         | 5 mai 1797                   | Paris, 27 juillet 1798 Louvre en 1801 | 1815 Rome – Pinacothèque vaticane                                                                                              |
| BARBIERI, Giovanni-Francesco, dit LE GUERCHIN                          | La Vierge et l’Enfant Jésus apparaissant à saint François et sainte Claire | Parme – Église des Capucines                                                                           | 3 mai 1803                   | Paris, août 1804 Paris – Église Saint-Germain-des-Prés en 1811                                                                            | 1815 Parme - Galerie |
| École de BARBIERI                                                      | La Sainte Famille ; ou les anges en adoration devant l’Enfant Jésus | Bologne – Madonna di Galliera                                                                          | 2 juillet 1796               | Paris, 8 novembre 1796 Disparu | |
| BAROCCI, Federico dit LE BAROCHE                                       | Le Songe de Jacob | Modène - Galerie                                                                                       | 22 mai 1796                  | Paris, 31 juillet 1797 Musée de Nancy en 1801                                                                                             | |
| BAROCCI, Federico dit LE BAROCHE                                       | La Circoncision (Voir) | Pesaro – Oratoire de la confrérie du Nom-de-Dieu                                                       | 1797                         | Paris, 27 juillet 1798 Musée du Louvre en 1798, Paris – Église Notre-Dame (1802-1862) Musée du Louvre                                     | |
| BAROCCI, Federico dit LE BAROCHE                                       | La Vocation de Saint-Pierre | Pesaro – Oratoire de la confrérie de Saint-André                                                       | 1797                         | Paris, 27 juillet 1798 Musée du Louvre en 1798, Musée de Bruxelles en 1801                                                                | |
| BAROCCI, Federico dit LE BAROCHE                                       | L’Annonciation | Pesaro – Cathédrale                                                                                    | 1797                         | Paris, 27 juillet 1798 Musée de Nancy en 1801                                                                                             | |
| BAROCCI, Federico dit LE BAROCHE                                       | Sainte Micheline | Pesaro – Église Saint-François                                                                         | 1797                         | Paris, 27 juillet 1798 Musée Napoléon/Louvre en 1801                                                                                      | 1815 Rome – Pinacothèque vaticane                                                                                              |
| BAROCCI, Federico dit LE BAROCHE                                       | L’Annonciation | Lorette – Palais pontifical                                                                            | 13 février 1797              | Paris, 27 juillet 1798 Musée Napoléon/Louvre en 1801                                                                                      | 1815 Rome – Pinacothèque vaticane                                                                                              |
| BAROCCI, Federico dit LE BAROCHE                                       | La Descente de croix | Pérouse - Cathédrale                                                                                   | 27 juillet 1797              | Paris, 27 juillet 1798 Musée du Louvre en 1798, Paris – Église Notre-Dame en 1802, Musée Napoléon/Louvre, 1804                            | 1815 Rome – Pérouse - Cathédrale                                                                                               |
| BAROCCI, Federico dit LE BAROCHE                                       | La Vierge glorieuse l’Enfant Jésus, saint Antoine, abbé, et sainte Lucie (attribué à son atelier) (Voir) | Pérouse – Église Saint-Augustin                                                                        | 27 février 1797              | Paris, 27 juillet 1798 Musée du Louvre en 1798, Paris – Église Notre-Dame en 1802, Musée Napoléon/Louvre, 1804                            | |
| BAROCCI, Federico dit LE BAROCHE                                       | Tête de la Vierge | Florence – Palais Pitti                                                                                | Mars ou avril 1799           | Paris, 2 janvier 1800 Musée de Grenoble en 1811                                                                                           | 1815 Florence – Palais Pitti                                                                                                   |
| BAROCCI, Federico dit LE BAROCHE                                       | Tête de l’Ange | Florence – Palais Pitti                                                                                | Mars ou avril 1799           | Paris, 2 janvier 1800 Musée de Grenoble en 1811                                                                                           | 1815 Florence – Palais Pitti                                                                                                   |
| Fra BARTOLOMMEO DI PAOLO, ou BACCIO DELLA PORTA                        | La Vierge de l’Annonciation (en collaboration avec Albertinelli) | Milan                                                                                                  | 1796                         | Paris, 8 novembre 1796 Musée de Genève en 1801                                                                                            | |
| Fra BARTOLOMMEO DI PAOLO, ou BACCIO DELLA PORTA                        | L’Ange de l’Annonciation (en collaboration avec Albertinelli) | Milan                                                                                                  | 1796                         | Paris, 8 novembre 1796 Musée de Genève en 1801                                                                                            | |
| Fra BARTOLOMMEO DI PAOLO, ou BACCIO DELLA PORTA                        | Le Christ ressuscité et les Évangélistes | Florence – Palais Pitti                                                                                | Mars ou avril 1799           | Paris, 9 août 1801 Louvre en 1801 | 1815 Florence – Palais Pitti                                                                                                   |
| Fra BARTOLOMMEO DI PAOLO, ou BACCIO DELLA PORTA                        | Saint Marc | Florence – Palais Pitti                                                                                | Mars ou avril 1799           | Paris, 9 août 1801 Louvre en 1801 | 1815 Florence – Palais Pitti                                                                                                   |
| BAZZI, Giovanni-Antonio, dit LE SODOMA                                 | Le Sacrifice d’Abraham | Pise – Dôme                                                                                            | 1812                         | Musée Napoléon/Louvre en 1813 | 1815 Pise – Dôme |
| BECCAFUMI, Domenico                                                    | L’Ascension du Christ | Gênes – Église de Jésus et Marie                                                                       | 1811                         | Musée Napoléon/Louvre en 1814 | 1815 Disparu |
| BEDOLI, Girolamo, dit MAZZOLA                                          | L’Annonciation aux mages | Parme - Académie                                                                                       | Mai 1796                     | Paris, 31 juillet 1797 Musée Napoléon/Louvre                                                                                              | 1815 Parme – Galerie |
| BEDOLI, Girolamo, dit MAZZOLA                                          | La Cène | Parme                                                                                                  | 3 mai 1803                   | Paris, août 1804 Disparu | |
| BEDOLI, Girolamo, dit MAZZOLA                                          | La Conception (composition allégorique) | Parme – Église Saint-François                                                                          | 3 mai 1803                   | Paris, août 1804 Musée Napoléon/Louvre | 1815 Parme – Galerie |
| BEDOLI, Girolamo, dit MAZZOLA                                          | L’Adoration des Bergers (d’après Le Corrège) | Parme – Église Saint-François                                                                          | 3 mai 1803                   | Paris, août 1804 Paris – Église Sainte-Élisabeth en 1811                                                                                  | |
| BELLINI, Giovanni                                                      | Le Christ mort et la Vierge | Pesaro – Église Saint-François                                                                         | 1797                         | Paris, 27 juillet 1798 Louvre en 1801 | 1815 Rome – Pinacothèque vaticane                                                                                              |
| BELLINI, Giovanni                                                      | La Vierge, l’Enfant Jésus et des saints | Venise – Église Saint-Zacharie                                                                         | 11 septembre 1797            | Paris, 27 juillet 1798 Louvre en 1801 | 1815 Venise – Église Saint-Zacharie                                                                                            |
| BIANCHI FERRARI, Francesco DE'                                         | La Vierge, l’Enfant Jésus, saint Benoît et saint Quentin | Parme – Église des Augustines de San-Quintino                                                          | 1811                         | Paris, juin 1812 Musée Napoléon/Louvre en 1814                                                                                            | |
| BOLTRAFFIO ou BELTRAFFIO, Giovanni-Antonio                             | La Vierge de la famille Casio (Voir) | Milan – Musée Brera (échangé contre des tableaux flamands)                                             | 1812                         | Paris, novembre 1812 Musée Napoléon/Louvre en 1814                                                                                        | |
| BONIFAZIO DE' PITATI, dit Bonifazio VERONESE                           | Histoire de Jacob (en deux tableaux) | Florence – Palais Pitti                                                                                | Mars ou avril 1799           | Disparus. Ne sont jamais arrivés à Paris                                                                                                  | |
| BONIFAZIO DE' PITATI, dit Bonifazio VERONESE                           | Histoire de Mucius Scevola | Florence – Palais Pitti                                                                                | Mars ou avril 1799           | Disparu. N'est jamais arrivé à Paris | |
| BONIFAZIO DE' PITATI, dit Bonifazio VERONESE                           | La Résurrection de Lazare | Rome – Église Saint-Louis-des-Français                                                                 | 1802                         | Musée Napoléon/Louvre en 1804 | |
| BONINI, Girolamo, dit L’ANCONITANO                                     | Le Christ adoré par les Anges, par saint Sébastien et par saint Bonaventure | Modène - Galerie                                                                                       | 25 octobre 1796              | Paris, 31 juillet 1797 Louvre en 1801 | |
| Alessandro BONVICINO, dit IL MORETTO DA BRESCIA                        | Saint Bernardin de Sienne et saint Louis, évêque de Toulouse | Milan – Musée Brera, 1812 (échangé contre des tableaux flamands)                                       | 1812                         | novembre 1812 Musée Napoléon/Louvre en 1814                                                                                               | |
| Alessandro BONVICINO, dit IL MORETTO DA BRESCIA                        | Saint Bonaventue et saint Antoine de Padoue | Milan – Musée Brera, 1812 (échangé contre des tableaux flamands)                                       | 1812                         | novembre 1812 Musée Napoléon/Louvre en 1814                                                                                               | |
| BORDONE, Pâris                                                         | La remise de l’anneau au Doge | Venise – Albergo della Scuola di San Marco                                                             | 11 septembre 1797            | Paris, 27 juillet 1798 Musée Napoléon/Louvre en 1803                                                                                      | 1815 Venise - Académie |
| BORDONE, Pâris                                                         | Portrait de femme | Florence – Palais Pitti                                                                                | Mars ou avril 1799           | Paris, 2 janvier 1800 Musée Napoléon/Louvre en 1802                                                                                       | 1815 Florence – Palais Pitti                                                                                                   |
| BOSELLI, Antonio                                                       | Quatre têtes de saintes (quatre tableaux) | Parme – Couvent des Capucins                                                                           | Juin 1812                    | Paris, 27 juillet 1798 Musée Napoléon/Louvre en 1814, Musée du Mans en 1872                                                               | |
| Donato BRAMANTE, da Urbino, dit LAZZARI                                | La Déposition de Croix (attribué à Gaudenzio Ferrari) | Turin – Galerie                                                                                        | Février ou mars 1799         | Paris, 22 mai 1799 Louvre en 1801 | 1815 Turin – Pinacothèque |
| Agostino SUARDI, dit BRAMANTINO                                        | L’Annonciation (tableau en 3 parties) | Todi – Couvent des Moines-Réformés                                                                     | 1811                         | Paris, janvier 1814 Musée Napoléon/Louvre en 1814                                                                                         | 1815 ? |
| BREA, Louis                                                            | Retable en six parties : - L’Assomption de la Vierge, - La Vierge et saint Joseph adorant l’Enfant Jésus, - Le Mariage mystique de sainte Catherine - La Vierge, l’Ecce Homo et des saints, - Saint Pierre (à mi-corps), - Saint François d’Assise (à mi-corps)                                                                               | Savone – Église Saint-Jacques                                                                          | 1811                         | Musée Napoléon/Louvre en 1814 | 1815 Savone – Cathédrale |
| TORI, Agnolo di Cosimo di Mariano, dit IL BRONZINO                     | Le Christ apparaît à la Madeleine (voir) | Forence – Église de Santo-Spirito                                                                      | 1813                         | Musée Napoléon/Louvre en 1814 | |
| BUONARROTI, Michelangelo                                               | Les Trois Parques (attribué à Rosso Fiorentino) | Florence – Palais Pitti                                                                                | Mars ou avril 1799           | Paris, 2 janvier 1800 Palais de Saint-Cloud en 1810                                                                                       | 1815 Florence – Palais Pitti                                                                                                   |
| BURRINI, Giovanni Antonio                                              | Le Martyre de sainte Victoire | Modène - Galerie                                                                                       | 25 octobre 1796              | Paris, 31 juillet 1797 Palais de Fontainebleau, Palais de Compiègne                                                                       | |
| CAIRO, Francesco, dit IL CAVALIERE DEL CAIRO                           | Un soldat et un vieillard | Milan – Bibliothèque Ambrosienne                                                                       | 24 mai 1796                  | N'est jamais arrivé à Paris | |
| Paolo CALIARI, dit Paul VERONESE                                       | Le Christ dans sa gloire, saint Sébastien et saint Roch | Parme                                                                                                  | Mai 1796                     | Paris, 31 juillet 1797 Musée de Rouen en 1801                                                                                             | |
| Paolo CALIARI, dit Paul VERONESE                                       | La Tentation de saint Antoine | Mantoue - Cathédrale                                                                                   | 24 février 1797              | Paris, 27 juillet 1798 Musée de Caen en 1801                                                                                              | |
| Paolo CALIARI, dit Paul VERONESE                                       | La Vierge et l’Enfant entourés de la gloire céleste | Fano                                                                                                   | 1797                         | Paris, 27 juillet 1798 Musée de Dijon en 1801                                                                                             | |
| Paolo CALIARI, dit Paul VERONESE                                       | Portrait de jeune femme | Vérone – Palais Bevilacqua                                                                             | 18 mai 1797                  | Paris, 27 juillet 1798 Louvre en 1801 | 1815 Disparu |
| Paolo CALIARI, dit Paul VERONESE                                       | Portrait de jeune femme (Voir) | Vérone – Palais Bevilacqua                                                                             | 18 mai 1797                  | Paris, 27 juillet 1798 Louvre en 1801 | |
| Paolo CALIARI, dit Paul VERONESE                                       | Sainte Famille avec sainte Ursule (attribué à Felice Riccio, dit Brusasorci) (Voir) | Vérone – Palais Bevilacqua                                                                             | 18 mai 1797                  | Paris, 27 juillet 1798 Louvre en 1801 | |
| Paolo CALIARI, dit Paul VERONESE                                       | Le Martyre de saint Georges | Vérone – Église Saint-Georges                                                                          | 18 mai 1797                  | Paris, 27 juillet 1798 Louvre en 1801 | 1815 Vérone – Église Saint-Georges                                                                                             |
| Paolo CALIARI, dit Paul VERONESE                                       | Saint Barnabé guérissant les malades (Voir) | Vérone – Église Saint-Georges                                                                          | 18 mai 1797                  | Paris, 27 juillet 1798 Musée de Rouen en 1801                                                                                             | |
| Paolo CALIARI, dit Paul VERONESE                                       | La Déposition du Christ | Vérone – Église Sainte-Marie-de-la-Victoire                                                            | 18 mai 1797                  | Paris, 27 juillet 1798 Louvre en 1801 | 1815 Vérone – Pinacothèque municipale                                                                                          |
| Paolo CALIARI, dit Paul VERONESE                                       | Les Noces de Cana | Venise – Réfectoire des Bénédictins de San Giorgio Maggiore                                            | 11 septembre 1797            | Paris, 27 juillet 1798 Louvre en 1801 | Échangé en 1815 contre ‘’Le Repas chez Simon le Pharisien avec Marie-Madeleine aux pieds du Christ’’ (Voir) de Charles Le Brun |
| Paolo CALIARI, dit Paul VERONESE                                       | Le Repas chez Levi | Venise – Église Saints-Jean-et-Paul                                                                    | 11 septembre 1797            | Paris, 27 juillet 1798 Louvre en 1801 | 1815 Venise – Académie |
| Paolo CALIARI, dit Paul VERONESE                                       | Jupiter foudroyant les crimes | Venise – Palais des Doges (plafond de la salle du Conseil des Dix)                                     | 11 septembre 1797            | Paris, 27 juillet 1798 Louvre en 1801, Palais de Versailles (plafond de la chambre de Louis XIV) en 1810, Musée du Louvre en 1858         | |
| Paolo CALIARI, dit Paul VERONESE                                       | Saint Marc couronnant les vertus théologales (Voir) | Venise – Palais des Doges (plafond de l’antichambre de la salle du Conseil des Dix)                    | 11 septembre 1797            | Paris, 27 juillet 1798 Palais de Versailles (placé au plafond de la salle du Grand Couvert) en 1810, Musée du Louvre                      | |
| Paolo CALIARI, dit Paul VERONESE                                       | Le Repas chez Simon | Venise – Réfectoire des religieux de Saint-Sébastien                                                   | 11 septembre 1797            | Paris, 27 juillet 1798 Louvre en 1801 | 1815 Envoyé au Musée Brera de Milan en 1817                                                                                    |
| Paolo CALIARI, dit Paul VERONESE                                       | L’Enlèvement d’Europe | Venise – Palais des Doges (salle de l’Anticollège)                                                     | 11 septembre 1797            | Paris, 27 juillet 1798 Louvre en 1801 | 1815 Venise – Palais des Doges (salle de l’Anticollège)                                                                        |
| Paolo CALIARI, dit Paul VERONESE                                       | La Vierge et l’Enfant Jésus, avec saint Joseph, saint Jérôme, saint François et sainte Justine | Venise – Église Saint-Zacharie                                                                         | 11 septembre 1797            | Paris, 27 juillet 1798 Louvre en 1801 | 1815 Venise – Académie |
| Paolo CALIARI, dit Paul VERONESE                                       | Junon versant des trésors sur la ville de Venise | Venise – Palais des Doges (plafond de la salle du Conseil des Dix)                                     | 11 septembre 1797            | Paris, 27 juillet 1798 Louvre en 1801, Musée de Bruxelles en 1801                                                                         | Offert par la Belgique à l’Italie en 1920. Venise – Palais des Doges (salle du Conseil des Dix)                                |
| Paolo CALIARI, dit Paul VERONESE                                       | Moïse abandonné sur le Nil | Florence – Palais Pitti                                                                                | Mars ou avril 1799           | Jamais arrivé à Paris | |
| CAMBIASO, Luca                                                         | La naissance de Jésus | Gênes – Église de Jésus-et-Marie                                                                       | 1811                         | Paris, 1813 Musée Napoléon/Louvre | 1815 Disparu |
| CARDI, Lodovico, dit Il CIGOLI                                         | Ecce Homo | Florence – Palais Pitti                                                                                | Mars ou avril 1799           | Paris, 2 janvier 1800 Louvre en 1801 | 1815 Florence – Palais Pitti                                                                                                   |
| CARRACCI, Agostino                                                     | La Vierge avec l’Enfant Jésus, saint Benoît, saint- Jean-Baptiste, sainte Cécile et sainte Marguerite | Parme – Couvent de Saint-Paul                                                                          | Mai 1796                     | Paris, 31 juillet 1797 Louvre en 1801 | 1815 Parme – Galerie |
| CARRACCI, Agostino                                                     | La Communion de saint Jérôme | Bologne - Chartreuse                                                                                   | 2 juillet 1796               | Paris, 31 juillet 1797 Louvre en 1801 | 1815 Bologne – Pinacothèque |
| CARRACCI, Agostino                                                     | L’Assomption | Bologne – Église San-Salvator                                                                          | 2 juillet 1796               | Paris, 31 juillet 1797 Louvre en 1801 | 1815 Bologne – Pinacothèque |
| CARRACCI, Annibale, dit LE CARRACHE                                    | Pietà | Parme – Église des Capucins                                                                            | Mai 1796                     | Paris, 31 juillet 1797 Louvre en 1801 | 1815 Parme – Galerie |
| CARRACCI, Annibale, dit LE CARRACHE                                    | Apparition de la Vierge à saint Luc et à sainte Catherine (Voir) | Modène - Galerie                                                                                       | 19 juin 1796                 | Paris, 31 juillet 1797 Louvre en 1801 | |
| CARRACCI, Annibale, dit LE CARRACHE                                    | L’Annonciation | Bologne – Madonna di Galliera                                                                          | 2 juillet 1796               | Paris, 31 juillet 1797 Louvre en 1801 | 1815 Bologne – Pinacothèque |
| CARRACCI, Annibale, dit LE CARRACHE                                    | La Résurrection (Voir) | Bologne – Église du Corpus Domini                                                                      | 2 juillet 1796               | Paris, 31 juillet 1797 Louvre en 1801, Château de Maisons-Laffitte en 1919, Musée du Louvre                                               | |
| CARRACCI, Annibale, dit LE CARRACHE                                    | L’Air (série des Quatre Éléments) | Modène - Galerie                                                                                       | 25 octobre 1796              | Paris, 31 juillet 1797 Louvre en 1801 | 1815 Modène – Galerie |
| CARRACCI, Annibale, dit LE CARRACHE                                    | Le Feu (série des Quatre Éléments) | Modène - Galerie                                                                                       | 25 octobre 1796              | Paris, 31 juillet 1797 Louvre en 1801 | 1815 Modène – Galerie |
| CARRACCI, Annibale, dit LE CARRACHE                                    | L’Eau (série des Quatre Éléments) | Modène - Galerie                                                                                       | 25 octobre 1796              | Paris, 31 juillet 1797 Louvre en 1801 | 1815 Modène – Galerie |
| CARRACCI, Annibale, dit LE CARRACHE                                    | La Terre (série des Quatre Éléments) | Modène - Galerie                                                                                       | 25 octobre 1796              | Paris, 31 juillet 1797 Louvre en 1801 | 1815 Modène – Galerie |
| CARRACCI, Annibale, dit LE CARRACHE                                    | La Naissance de la Vierge (Voir) | Lorette – Palais pontifical                                                                            | 13 février 1797              | Paris, 27 juillet 1798 Louvre en 1801, Palais de Compiègne en 1896                                                                        | |
| CARRACCI, Annibale, dit LE CARRACHE                                    | Pietà avec saint François et sainte Marie-Madeleine (Voir) | Rome – San Francesco a Ripa                                                                            | 5 avril 1797                 | Paris, 27 juillet 1798 Louvre en 1801 | |
| CARRACCI, Annibale, dit LE CARRACHE                                    | La Sainte Famille | Florence – Palais Pitti                                                                                | Mars ou avril 1799           | N'est pas arrivé à Paris | |
| École d’Annibale CARRACCI                                              | Une Vierge | Bologne – Madonna di Galliera                                                                          | 2 juillet 1796               | N'est pas arrivé à Paris | |
| CARRACCI, Lodovico                                                     | L’Ensevelissement de la Vierge | Plaisance - Cathédrale                                                                                 | Mai 1796                     | Paris, 31 juillet 1797 Louvre en 1801 | 1815 Parme – Galerie |
| CARRACCI, Lodovico                                                     | Les Apôtres trouvent des roses à la place du corps de la Vierge | Plaisance - Cathédrale                                                                                 | Mai 1796                     | Paris, 31 juillet 1797 Louvre en 1801 | 1815 Parme – Galerie |
| CARRACCI, Lodovico                                                     | Apparition de la Vierge et l’Enfant Jésus à saint Hyacinthe (Voir) | Bologne – Église Saint-Dominique                                                                       | 2 juillet 1796               | Paris, 31 juillet 1797 Louvre en 1801 | |
| CARRACCI, Lodovico                                                     | La Vocation de saint Mathieu | Bologne – Église de Santa Maria della Pieta, dite des «Mendicanti»                                     | 2 juillet 1796               | Paris, 31 juillet 1797 Louvre en 1801 | 1815 Bologne – Pinacothèque |
| CARRACCI, Lodovico                                                     | Le Mariage de la Vierge | Cento – Église des Capucins                                                                            | 7 juillet 1796               | Paris, 31 juillet 1797 Louvre en 1801 | 1815 Cento |
| CARRACCI, Lodovico                                                     | Saint Bernardin de Sienne délivrant la ville de Carpi | Modène - Galerie                                                                                       | 25 octobre 1796              | Paris, 31 juillet 1797 Louvre en 1801, Paris – Église Notre-Dame en 1802                                                                  | |
| CARRACCI, Lodovico                                                     | Le martyre de saint Pierre et de saint Paul | Modène - Galerie                                                                                       | 25 octobre 1796              | Paris, 31 juillet 1797 Musée de Rennes en 1801                                                                                            | |
| CARRUCCI, Jacopo, dit IL PONTORMO                                      | La Vierge à l'Enfant avec sainte Anne et quatre saints (Voir) | Florence – Église des religieuses de Sainte-Anne, près de la porte San Frediano                        | 1811                         | Paris, février 1814 Musée Napoléon/Louvre en 1814                                                                                         | |
| CASONI, Giovanni Battista                                              | La Multiplication des pains | La Spezia – Église Saint-François                                                                      | 1811                         | Paris, 1813 Musée Napoléon/Louvre en 1814                                                                                                 | 1815 ? |
| CASTAGNO, Andrea del                                                   | Saint Georges tuant le dragon (Retable composé de dix tableaux : le panneau principal représente saint Georges ; au-dessus, sainte Claire ; autour huit saints) | Levanto – Église Saint-François                                                                        | 1811                         | Paris, 1813 Musée Napoléon/Louvre en 1814                                                                                                 | 1815 ? |
| CASTAGNO, Andrea del                                                   | Saint Benoît | Pise – Campo-Santo                                                                                     | 1811                         | Paris, 1813 Disparu | |
| CASTAGNO, Andrea del                                                   | Saint Jean-Baptiste entre saint Antoine abbé et saint Antoine de Padoue | Florence – Académie                                                                                    | 1811                         | Paris, août 1812 Musée Napoléon/Louvre en 1814, Musée de Bagnères-de-Bigorre en 1872                                                      | |
| CASTELLI, Valerio                                                      | La Mort de sainte Françoise | Gênes – Dépôt de Saint-Philippe                                                                        | 1811                         | Paris, 1813 Musée Napoléon/Louvre en 1814                                                                                                 | 1815 ? |
| CAVEDONE, Giacomo                                                      | La Vierge en gloire apparaît à saint Pétrone et à saint Éloi | Bologne – Église de Santa Maria della Pieta, dite des «Mendicanti»                                     | 2 juillet 1796               | Paris, 31 juillet 1797 Louvre en 1801 | 1815 Bologne – Pinacothèque |
| CENNO DI PEPO, dit CIMABUE                                             | La Vierge et l’Enfant Jésus | Naples, Galerie de Capodimonte                                                                         | 1801 ou 1802                 | Paris, 1803 ou 1804 Musée Napoléon/Louvre en 1804, Musée de Lille en 1872                                                                 | |
| CENNO DI PEPO, dit CIMABUE                                             | La Vierge et l'Enfant en majesté entourés de six anges (Voir) | Pise – Église Saint-François                                                                           | 1811                         | Paris, 1813 Musée Napoléon/Louvre en 1813                                                                                                 | |
| CHIMENTI, Jacopo, dit Jacopo da EMPOLI                                 | Apparition de la Vierge et de l’Enfant Jésus à saint Luc et à saint Yves | Florence – Académie                                                                                    | 1813                         | Paris, 1814 Musée Napoléon/Louvre en 1814, Château de Maisons-Laffitte en 1919, Musée du Louvre                                           | |
| CIMA da CONEGLIANO, Giovanni Battista                                  | La Vierge et l’Enfant Jésus, entourés de saint Jean-Baptiste, saint Cosme, saint Damien, sainte Apollonie, sainte Catherine et saint Paul | Parme - Cathédrale                                                                                     | 3 mai 1803                   | 3 mai 1804 Musée Napoléon/Louvre en 1804                                                                                                  | 1815 Parme – Galerie |
| CIMA da CONEGLIANO, Giovanni Battista                                  | La Vierge et l'Enfant entre saint Jean-Baptiste et sainte Marie-Madeleine | Parme – Église des religieuses de Saint-Dominique                                                      | 1811                         | Paris, 1812 Musée Napoléon/Louvre en 1812                                                                                                 | |
| CONTARINI, Giovanni                                                    | Le Doge Marino Grimani priant devant la Vierge, assisté de saint Marc, sainte Marine et saint Sébastien | Venise – Palais des Doges (salle des Quatre-Portes)                                                    | 11 septembre 1797            | Paris, 27 juillet 1798 Louvre en 1801 | 1815 Venise – Palais des Doges (salles des Quatre-Portes)                                                                      |
| CREDI, Lorenzo d’Andrea d’Oderigo                                      | La Vierge et l'Enfant entre saint Julien et saint Nicolas de Myre | Florence – Église de Santa Maria Maddalena dei Pazzi                                                   | 1811                         | Paris, août 1812 Musée Napoléon/Louvre en 1814                                                                                            | |
| CRESPI, Giuseppe Maria , dit LO SPAGNUOLO                              | La Vierge et l’Enfant Jésus adorés par saint Louis de Gonzague et saint Stanislas Kostka | Parme – Église Saint-Roch                                                                              | 3 mai 1803                   | Paris, août 1804 Musée Napoléon/Louvre en 1814                                                                                            | 1815 Parme – Galerie |
| CRESPI, Giuseppe Maria , dit LO SPAGNUOLO                              | L’Assomption, avec saint Cosme et saint Damien | Parme                                                                                                  | 3 mai 1803                   | Paris, août 1804 Destiné à l'église Saint-Philippe-du-Roule. Disparu                                                                      | |
| DOLCI, Carlo                                                           | Le Sauveur du Monde | Rome – Collection Albani                                                                               | 1798                         | Paris, août 1812 Musée Napoléon/Louvre en 1814                                                                                            | |
| DOLCI, Carlo                                                           | Le Sommeil du petit saint Jean | Florence – Palais Pitti                                                                                | Mars ou avril 1799           | Paris, 2 janvier 1800 Musée Napoléon/Louvre en 1804                                                                                       | 1815 Florence – Palais Pitti                                                                                                   |
| DOLCI, Carlo                                                           | Le Christ au Jardin des Oliviers | Florence – Palais Pitti                                                                                | Mars ou avril 1799           | Paris, 2 janvier 1800 Musée Napoléon/Louvre en 1804                                                                                       | 1815 Florence – Palais Pitti                                                                                                   |
| DONDUCCI, Giovanni-Andrea, dit LE MASTELETTA                           | L’Enfant Jésus servi par des anges | Bologne – Madonna di Galliera                                                                          | 2 juillet 1796               | Paris, 8 novembre 1796 Louvre en 1801 Disparu                                                                                             | |
| FASOLO, Bernardino, fils de Lorenzo FASOLO                             | La Vierge et l’Enfant Jésus | Rome – Collection Braschi                                                                              | 1798                         | Paris, 19 juillet 1799 Louvre en 1801 | |
| FASOLO, Bernardino, fils de Lorenzo FASOLO                             | L’Adoration des Bergers | Chiavari – Église Saint-François                                                                       | 1811                         | Paris, 1813 Musée Napoléon/Louvre en 1814 Disparu                                                                                         | |
| FASOLO, Lorenzo, ou del FASOLI, dit LORENZO DA PAVIA                   | La Famille de la Vierge | Savone – Église San Giacomo                                                                            | 1811                         | Paris, février 1812 Musée Napoléon/Louvre en 1814                                                                                         | |
| FERRARI, Gaudenzio                                                     | Saint Paul en méditation (Voir) | Milan - Santa Maria delle Grazie                                                                       | 24 mai 1796                  | Paris, 31 juillet 1797 Louvre en 1801 Musée des beaux-arts de Lyon en 1957                                                                | |
| FERRARI, Gaudenzio                                                     | Saint Paul en méditation (Voir) | Milan - Santa Maria delle Grazie                                                                       | 24 mai 1796                  | Paris, 31 juillet 1797 Louvre en 1801 Musée des beaux-arts de Lyon en 1957                                                                | |
| FILIPEPI, Sandro, dit IL BOTTICELLI                                    | La Vierge à l’Enfant Jésus, dit la Madone du Magnificat (copie ancienne avec variante du tableau des Offices attribuée à son école) | Florence – Académie                                                                                    | 1811                         | Paris, août 1812 Musée Napoléon/Louvre en 1814                                                                                            | |
| GADDI, Taddeo                                                          | Prédelle : Le Banquet d'Hérode ; La Crucifixion ; La Rencontre entre saint Jacques le Majeur et le mage Hermogène, Le martyre de saint Jacques le Majeur (Voir) (attribué à Agnolo Gaddi, puis à Lorenzo Monaco) | Florence – Sainte-Marie-des-Anges                                                                      | 1813                         | Paris, février 1814 Musée Napoléon/Louvre en 1814                                                                                         | |
| CAPPONI, Raffaellino, dit Raffaellino del GARBO                        | Le Couronnement de la Vierge (Voir) | Florence – Église San Salvi                                                                            | 1811                         | Paris, août 1812 Musée Napoléon/Louvre en 1814 Avignon, Musée du Petit Palais en 1975                                                     | |
| GATTI, Bernardino, dit IL SOJARO                                       | La Nativité | Crémone – Église Saint-Pierre                                                                          | 5 juin 1796                  | Paris, 31 juillet 1797 Musée Napoléon/Louvre en 1804                                                                                      | 1815 Crémone – Église Saint-Pierre                                                                                             |
| GATTI, Bernardino, dit IL SOJARO                                       | Le Christ au tombeau | Parme                                                                                                  | 3 mai 1803                   | Paris, août 1804 Musée de Bruxelles en 1811 Disparu                                                                                       | |
| GENNARI, Cesare                                                        | La Vierge et l’Enfant Jésus | Cento - Séminaire                                                                                      | 7 juillet 1796               | Paris, 31 juillet 1797 Palais de Strasbourg sous l’Empire, Musée du Louvre, Musée d'Aurillac en 1872                                      | |
| GENNARI, Cesare                                                        | Le Mariage de la Vierge | Modène – Galerie                                                                                       | 25 octobre 1796              | Paris, 31 juillet 1797 Louvre en 1801 | 1815 ? |
| GENTILE DI NICCOLÒ DI GIOVANNI MASSI, dit GENTILE DA FABRIANO          | La Présentation au Temple (Voir) | Florence – Santa Maria                                                                                 | 1811                         | Paris, août 1812 Musée Napoléon/Louvre en 1812                                                                                            | |
| GHISONI, Fermo di Stefano                                              | La Vocation de saint Pierre et de saint André | Mantoue – Cathédrale                                                                                   | 24 février 1797              | Paris, 27 juillet 1798 Louvre en 1801 Disparu                                                                                             | |
| GIORDANO, Luca                                                         | Saint Luc faisant le portrait de la Vierge (échangé contre les planches du Musée d’Herculanum) | Naples                                                                                                 | 24 février 1797              | Paris, 1803 ou 1804 Musée Napoléon/Louvre en 1804, Musée de Lyon en 1811                                                                  | |
| GIOTTO DI BONDONE                                                      | Saint François d'Assise recevant les stigmates (Voir) | Pise – Couvent de San Francesco                                                                        | 1811                         | Paris, 1813 Musée Napoléon/Louvre en 1814                                                                                                 | |
| GOZZOLI, Benozzo di Lese di Sandro                                     | Le Triomphe de saint Thomas d’Aquin (Voir) | Pise – Dôme                                                                                            | 1811                         | Paris, 1813 Musée Napoléon/Louvre en 1814                                                                                                 | |
| GRILLANDAJO, Benedetto di Tommaso Bigordi, dit GHIRLANDAJO             | Le Christ marchant au Calvaire | Florence – Église Santo-Spirito                                                                        | 1813                         | Paris, février 1814 Musée Napoléon/Louvre en 1814                                                                                         | |
| GRILLANDAJO, Domenico di Tommaso Bigordi, dit GHIRLANDAJO              | Vierge et l'Enfant à la colombe (attribué à Piero di Lorenzo, dit Piero di Cosimo) | Rome – Saint-Louis-des-Français                                                                        | 1802                         | Paris, 1803 ou 1804 Palais de Strasbourg sous l'Empire, Musée Napoléon/Louvre en 1814                                                     | |
| GRILLANDAJO, Domenico di Tommaso Bigordi, dit GHIRLANDAJO              | La Visitation (Voir) | Florence – Église Santa Maria Maddalena dei Pazzi                                                      | 1811                         | Paris, août 1812 Musée Napoléon/Louvre en 1814                                                                                            | |
| GRILLANDAJO, Ridolfo del GHIRLANDAJO                                   | Le Couronnement de la Vierge (Voir) | Couvent des religieuses de Ripoli, près de Florence                                                    | 1813                         | Paris, février 1814 Musée Napoléon/Louvre en 1814 Avignon - Musée du Petit Palais en 1975                                                 | |
| GUIDO DI PIETRO, dit FRA GIOVANNI DA FIESOLE ou FRA ANGELICO           | Le Couronnement de la Vierge (Voir) | Fiesole – Église Saint-Dominique                                                                       | 1811                         | Paris, août 1812 Musée Napoléon/Louvre en 1814                                                                                            | |
| GUIDO DI PIETRO, dit FRA GIOVANNI DA FIESOLE ou FRA ANGELICO           | Scènes de la vie saint Nicolas de Bari (deux morceaux de prédelle faisant partie d’un retable se trouvant à la Pinacothèque de Pérouse) | Pérouse – Église Saint-Dominique                                                                       | 1811                         | Paris, janvier 1814 Musée Napoléon/Louvre en 1814                                                                                         | 1815 Rome – Pinacothèque vaticane                                                                                              |
| LANA, Lodovico                                                         | La mort de Clorinde | Modène - Galerie                                                                                       | 22 mai 1796                  | Paris, 31 juillet 1797 Palais de Saint-Cloud en 1801                                                                                      | 1815 Modène - Galerie |
| LANA, Lodovico                                                         | Son propre portrait | Modène - Galerie                                                                                       | 25 octobre 1796              | Paris, 31 juillet 1797 Palais de Saint-Cloud en 1801                                                                                      | 1815 Modène - Galerie |
| LANFRANCO ou LANFRANCHI, Giovanni di Stefano                           | Le Paradis | Parme – Église d’Ognissanti                                                                            | 3 mai 1803                   | Paris, août 1804 Musée Napoléon/Louvre en 1805                                                                                            | 1815 Parme – Galerie |
| LANFRANCO ou LANFRANCHI, Giovanni di Stefano                           | Saint Conrad | Parme - Cathédrale                                                                                     | 3 mai 1803                   | Paris, août 1804 Musée de Lyon en 1811 | |
| LANFRANCO ou LANFRANCHI, Giovanni di Stefano                           | Saint Alexis | Parme - Cathédrale                                                                                     | 3 mai 1803                   | Paris, août 1804 Destiné à l'église Saint-Paul-Saint-Louis à Paris, Disparu                                                               | |
| LIPPI, Filippino                                                       | La Vierge, l’Enfant Jésus et des anges en adoration (à la partie inférieure, saint Sébastien, saint Jean-Baptiste et saint François d’Assise) | Gênes – Église Saint-Théodore                                                                          | 1811                         | Paris, 1813 Musée Napoléon/Louvre en 1814                                                                                                 | 1815 Gênes – Palazzo Bianco |
| LIPPI, Fra Filippo                                                     | La Nativité (attribué à Fra Diamante) (Voir) | Prato                                                                                                  | 1811                         | Paris, août 1812 Musée Napoléon/Louvre en 1812                                                                                            | |
| LIPPI, Fra Filippo                                                     | La Vierge et l'Enfant entourés d'anges, de saint Frediano et de saint Augustin | Florence – Église Santo-Spirito                                                                        | Février 1813                 | Paris, 1814 Musée Napoléon/Louvre en 1814                                                                                                 | |
| LOMI, Orazio, dit IL GENTILESCHI                                       | L’Annonciation | Turin - Galerie                                                                                        | Février ou mars 1799         | Paris, 22 mai 1799 Louvre en 1800 | 1815 Turin – Pinacothèque |
| LUCIANI, Sebastiano, dit SEBASTIANO DEL PIOMBO                         | Le martyre de sainte Agathe | Florence – Palais Pitti                                                                                | Février ou mars 1799         | Paris, 2 janvier 1800 Louvre en 1800 | 1815 Florence – Palais Pitti                                                                                                   |
| LUINI, Benardino                                                       | La Sainte Famille | Milan – Bibliothèque Ambrosienne                                                                       | 24 mai 1796                  | Paris, 8 novembre 1796 Louvre en 1798 | 1815 Milan – Bibliothèque Ambrosienne                                                                                          |
| LUINI, Benardino                                                       | Le petit saint Jean | Milan – Bibliothèque Ambrosienne                                                                       | 25 juin 1796                 | Paris, 8 novembre 1796 Louvre en 1798 | 1815 Milan – Bibliothèque Ambrosienne                                                                                          |
| LUTERI, Giovanni di Niccolò, dit DOSSO DOSSI                           | L’Adoration des Bergers | Modène - Galerie                                                                                       | 22 mai 1796                  | Paris, 31 juillet 1797 Louvre en 1798 | 1815 Modène - Galerie |
| MACHIAVELLI, Zanobi di                                                 | Le Couronnement de la Vierge (Voir) | Près de Pise – Église Santa Croce                                                                      | 1811                         | Paris, 1813 Musée Napoléon/Louvre en 1814, Musée de Dijon en 1876                                                                         | |
| MANFREDI, Bartolomeo                                                   | Les Vendeurs chassés du Temple | Rome – Collection du duc de Braschi                                                                    | 1798                         | Paris, janvier ou février 1800 Palais de Compiègne en 1810, Musée du Louvre, Disparu                                                      | |
| MANNOZZI, Giovanni, dit GIOVANNI DI SAN GIOVANNI                       | Réunion de chasseurs | Florence – Palais Pitti                                                                                | Mars ou avril 1799           | Paris, 9 août 1801 Musée Napoléon/Louvre en 1802                                                                                          | 1815 Florence – Palais Pitti                                                                                                   |
| MANTEGNA, Andrea                                                       | La Vierge de la Victoire | Mantoue – Santa Maria della Victoria                                                                   | 24 février 1797              | Paris, 27 juillet 1798 Louvre en 1798 | |
| MANTEGNA, Andrea                                                       | La Vierge et l’Enfant Jésus (partie principale du retable du maître autel) | Vérone – Église Saint-Zénon                                                                            | 15 mai 1797                  | Paris, 27 juillet 1798 Louvre en 1798 | 1815 Vérone – Église Saint-Zénon                                                                                               |
| MANTEGNA, Andrea                                                       | Saint Laurent et autres saints (partie du retable du maître autel) | Vérone – Église Saint-Zénon                                                                            | 15 mai 1797                  | Paris, 27 juillet 1798 Louvre en 1798 | 1815 Vérone – Église Saint-Zénon                                                                                               |
| MANTEGNA, Andrea                                                       | Saint Pierre et autres saints (partie du retable du maître autel) | Vérone – Église Saint-Zénon                                                                            | 15 mai 1797                  | Paris, 27 juillet 1798 Louvre en 1798 | 1815 Vérone – Église Saint-Zénon                                                                                               |
| MANTEGNA, Andrea                                                       | Le Calvaire (partie du retable du maître autel) (Voir) (Voir) | Vérone – Église Saint-Zénon                                                                            | 15 mai 1797                  | Paris, 27 juillet 1798 Louvre en 1798 | |
| MANTEGNA, Andrea                                                       | Le Christ au Jardin des Oliviers (partie du retable du maître autel) | Vérone – Église Saint-Zénon                                                                            | 15 mai 1797                  | Paris, 27 juillet 1798 Musée de Tours en 1806                                                                                             | |
| MANTEGNA, Andrea                                                       | La Résurrection (partie du retable du maître autel) | Vérone – Église Saint-Zénon                                                                            | 15 mai 1797                  | Paris, 27 juillet 1798 Musée de Tours en 1806                                                                                             | |
| MARCO DA OGGIONO                                                       | La Sainte Famille avec sainte Élisabeth, saint Joachim et le petit saint Jean-Baptiste (échangé contre des tableaux flamands) | Milan – Musée Brera                                                                                    | 1812                         | Paris, novembre 1812 Musée Napoléon/Louvre en 1814                                                                                        | |
| MASSONE ou MAZONE, Giovanni                                            | Noli me tangere | Savone – Église des Récollets                                                                          | 1811                         | Paris, février 1812 Musée Napoléon/Louvre Musée d'Alençon en 1876                                                                         | |
| MASSONE ou MAZONE, Giovanni                                            | Retable en trois compartiments : 1° La Nativité, 2° Saint François et Sixte IV, 3° Saint Antoine de Padoue et le cardinal Giuliano della Rovere (Voir) | Savone – Chapelle sépulcrale élevée par Sixte IV pour sa famille                                       | 1812 Acheté par Vivant Denon | Paris, 1814 Musée Napoléon/Louvre Musée du Petit Palais d'Avignon en 1975                                                                 | |
| MAZZOLA, Francesco, dit IL PARMIGIANINO (LE PARMESAN)                  | La Vierge et sainte Marguerite | Bologne – Église Sainte-Marguerite                                                                     | 2 juillet 1796               | Paris, 31 juillet 1797 Louvre en 1801 | 1815 Bologne – Pinacothèque |
| MAZZOLA, Francesco, dit IL PARMIGIANINO (LE PARMESAN)                  | La Vierge aux Anges, dite La Vierge au long cou | Florence – Palais Pitti                                                                                | Mars ou avril 1799           | Paris, 2 janvier 1800 Louvre en 1801 | 1815 Florence – Palais Pitti                                                                                                   |
| École de MAZZOLA                                                       | Pietà (attribué à Antonio Campi) | Crémone – Église des Dominicains                                                                       | 5 juin 1796                  | Paris, 31 juillet 1797 Louvre en 1801 | |
| École de MAZZOLA                                                       | La Vierge, l’Enfant Jésus et saint Joseph | Modène - Galerie                                                                                       | 25 octobre 1796              | Paris, 31 juillet 1797 Musée de Lyon en 1801 Disparu                                                                                      | |
| MAZZOLA, Pier-Ilario                                                   | La Vierge, l’Enfant Jésus, saint Pierre et sainte Lucie | Parme                                                                                                  | 3 mai 1803                   | Paris, août 1804 Paris – Église Saint-Jacques-du-Haut-Pas (chapelle des Catéchismes) en 1811                                              | |
| MORONI, Giovanni Battista                                              | Portrait d’homme | Florence – Palais Pitti                                                                                | Mars ou avril 1799           | Paris, 2 janvier 1800 Musée Napoléon/Louvre en 1804                                                                                       | 1815 Florence – Palais Pitti                                                                                                   |
| MORONI, Giovanni Battista                                              | Portrait d’homme | Florence – Palais Pitti                                                                                | Mars ou avril 1799           | Paris, 2 janvier 1800 Musée Napoléon/Louvre en 1804                                                                                       | 1815 Florence – Palais Pitti                                                                                                   |
| MUZIANO, Girolamo                                                      | La Résurrection de Lazare | Rome – Saint-Louis-des-Français                                                                        | 1802                         | Paris, 1803 ou 1804 Musée Napoléon/Louvre en 1804, Palais de Fontainebleau en 1875, Musée du Louvre                                       | |
| NICCOLÒ DI LIBERATORE, dit L'ALUNNO DA FOLIGNO                         | La Vierge, l’Enfant Jésus, saint Joseph, saint Sébastien, saint Michel et deux évêques. À la partie supérieure, une gloire de saints. La prédelle représente des scènes de la Passion (Voir) | Foligno – Église San Niccolo                                                                           | 1811                         | Paris, février 1814 Musée Napoléon/Louvre en 1814                                                                                         | 1815 Foligno – Église San Niccolo (sauf la prédelle qui est restée au musée du Louvre)                                         |
| NOGARI, Giuseppe                                                       | La Nuit (copie du Corrège) | Modène - Galerie                                                                                       | 25 octobre 1796              | Paris, 22 mai 1799 Musée de Lyon en 1811 Disparu                                                                                          | |
| NUVOLONE, Panfilo                                                      | L’Immaculée Conception | Turin - Galerie                                                                                        | Février ou mars 1799         | Paris, 31 juillet 1797 Musée Napoléon/Louvre Disparu                                                                                      | |
| NUVOLONE, Panfilo                                                      | La Vierge et l'Enfant Jésus entre saint Charles Borromée et saint Félix de Cantalice | Parme - Église des Capucins                                                                            | 3 mai 1803                   | Paris, août 1804 Musée Napoléon/Louvre en 1804                                                                                            | 1815 Parme - Galerie |
| Andrea di Clone, dit ORCAGNA                                           | Les Funérailles de saint Bernard (attribué à l’école de Giotto) | Pise – Chapelle du Campo-Santo                                                                         | 1811                         | Paris, 1813 Musée Napoléon/Louvre en 1814                                                                                                 | |
| ORSI, Lelio da Reggio, dit ORSI DA NOVELLARA                           | La Vierge, saint Joseph et saint Michel (attribué à Giorgio Gandini del Grano) | Parme – Église Saint-Michel                                                                            | Mai 1796                     | Paris, 31 juillet 1797 Louvre en 1798 | 1815 Parme – Galerie |
| PAGGI, Giovanni-Battista                                               | La Communion de saint Jérôme | Gênes – Église Saint-François-de-Paule                                                                 | 1811                         | Paris, 1813 Musée Napoléon/Louvre en 1814                                                                                                 | 1815 Gênes – Église Saint-François-de-Paule                                                                                    |
| PALMA IL GIOVANE (le Jeune), Jacopo di Antonio Negretti, dit           | Le Massacre des habitants d’Hippone | Crémone – Église Saint-Pierre                                                                          | 5 juin 1796                  | Paris, 31 juillet 1797 Musée de Montpellier en 1803                                                                                       | |
| PESELLI, Francesco, ou Francesco di Stefano PESELLINO, ou IL PESELLINO | Deux fragments de prédelle : Saint François d’Assise recevant les stigmates – Saint Côme et saint Damien soignant les malades (la prédelle avait été peinte pour le Retable du noviciat dont le tableau d’autel a été exécuté par Filippino Lippi : ce tableau se trouve au musée des Offices, ainsi que le troisième morceau de la prédelle) | Florence                                                                                               | Février 1813                 | Paris, février 1814 Musée Napoléon/Louvre en 1814                                                                                         | |
| École de PIERO DI LORENZO, dit PIERO DI COSIMO                         | Le Couronnement de la Vierge | Florence – Église San Girolamo et San Francesco sulla Costa                                            | 1813                         | Paris, février 1814 Musée Napoléon/Louvre en 1814                                                                                         | |
| Bernardino di Betto di Biago, dit IL PINTURICCHIO ou PINTORICCHIO      | L’Assomption de la Vierge (attribué à Giovanni di Pietro dit Lo Spagna) | Todi – Église franciscaine de Montesanto                                                               | 1811                         | Paris, janvier 1814 Musée Napoléon/Louvre en 1814                                                                                         | 1815 Todi – Musée communal |
| Bernardino di Betto di Biago, dit IL PINTURICCHIO ou PINTORICCHIO      | La Vierge et l’Enfant Jésus (attribué à Giovanni di Pietro dit Lo Spagna) | Todi – Église franciscaine de Montesanto                                                               | 1811                         | Paris, janvier 1814 Musée Napoléon/Louvre en 1814                                                                                         | |
| Bernardino di Betto di Biago, dit IL PINTURICCHIO ou PINTORICCHIO      | La Crucifixion : au pied de la Croix, la Vierge, saint Jean et le bienheureux Gilles, franciscain | Pérouse – Église Saint-François                                                                        | 1811                         | Paris, janvier 1814 Musée Napoléon/Louvre en 1814 Disparu                                                                                 | |
| PIPPI, Giulio, dit JULES ROMAIN                                        | Un Triomphe | Modène - Galerie                                                                                       | 25 octobre 1796              | Paris, 31 juillet 1797 Musée de Toulouse en 1811                                                                                          | |
| PIPPI, Giulio, dit JULES ROMAIN                                        | Une Bataille | Modène - Galerie                                                                                       | 25 octobre 1796              | Paris, 31 juillet 1797 Musée de Bruxelles en 1811                                                                                         | |
| PIPPI, Giulio, dit JULES ROMAIN                                        | Passage d’un pont | Modène - Galerie                                                                                       | 25 octobre 1796              | Paris, 31 juillet 1797 Louvre en 1798 | 1815 ? |
| PIPPI, Giulio, dit JULES ROMAIN                                        | La Vierge, l’Enfant Jésus et saint Jean Baptiste (Voir) | Rome – Collection du duc Braschi                                                                       | 1798                         | Paris, 19 juillet 1799 Louvre en 1800 | |
| PIPPI, Giulio, dit JULES ROMAIN                                        | La Sainte Famille | Florence – Palais Pitti                                                                                | Mars ou avril 1799           | Paris, 2 janvier 1800 Louvre en 1800 | 1815 Florence – Palais Pitti                                                                                                   |
| PIPPI, Giulio, dit JULES ROMAIN                                        | La Danse des Muses | Florence – Palais Pitti                                                                                | Mars ou avril 1799           | Paris, 2 janvier 1800 Louvre en 1800 | 1815 Florence – Palais Pitti                                                                                                   |
| PIPPI, Giulio, dit JULES ROMAIN                                        | La Sainte Famille (attribué à l’école de Raphaël. Cette attribution est discutée) | Florence – Palais Pitti                                                                                | Mars ou avril 1799           | Paris, 2 janvier 1800 Louvre en 1800 | 1815 Florence – Palais Pitti                                                                                                   |
| PIPPI, Giulio, dit JULES ROMAIN                                        | Portrait de Jules II (copie de celui de Raphaël) | Florence – Palais Pitti                                                                                | Mars ou avril 1799           | Paris, 2 janvier 1800 Louvre en 1800 | 1815 Florence – Palais Pitti                                                                                                   |
| PIPPI, Giulio, dit JULES ROMAIN                                        | Le Martyre de saint Étienne (offert à Napoléon par la municipalité) | Gênes – Église Saint-Étienne                                                                           | Avril 1812                   | Paris, 1813 Musée Napoléon/Louvre en 1814                                                                                                 | 1815 Gênes – Église Saint-Étienne                                                                                              |
| Antonio di Bartolommeo PISANO, dit PISANELLO                           | Deux panneaux représentant des Miracles de saint Bernardin (la série comprenait 8 panneaux) | Pérouse – Église Saint-François                                                                        | 1811                         | Paris, janvier 1814 Musée Napoléon/Louvre en 1814                                                                                         | 1815 Pérouse – Pinacothèque |
| PONTE, Jacopo dal, dit LE BASSAN                                       | Portrait du sculpteur Jean de Bologne | Acheté à Florence en 1806 par Vivant Denon                                                             | 1806                         | Musée Napoléon/Louvre en 1807 | |
| PONTE, Leandro dal, dit LE BASSAN                                      | La Résurrection de Lazare | Venise – Église de la Charité                                                                          | 11 septembre 1797            | Paris, 27 juillet 1798 Louvre en 1800 | 1815 Venise – Académie |
| PRETTI, Mattia, dit IL CALABRESE                                       | Sophonisbe prenant le poison | Naples                                                                                                 | 1802                         | Paris, 1803 ou 1804 Musée de Lyon en 1811                                                                                                 | |
| PROCACCINI, Giulio-Cesare                                              | Le Mariage de la Vierge | Parme – Madonna della Steccata                                                                         | Mai 1796                     | Paris, 31 juillet 1797 Louvre en 1798 | 1815 Parme – Galerie |
| PROCACCINI, Giulio-Cesare                                              | La Vierge, saint Georges et d’autres saints | Modène - Galerie                                                                                       | 19 juin 1796                 | Paris, 31 juillet 1797 Louvre en 1798 | 1815 ? |
| PROCACCINI, Giulio-Cesare                                              | Saint Sébastien secouru par les anges | Milan – Église Saint-Celse                                                                             | 25 juin 1796                 | Paris, 31 juillet 1797 Musée de Bruxelles en 1811                                                                                         | |
| RAIBOLINI, Francesco, dit IL FRANCIA                                   | Descente de croix | Parme – Église Saint-Jean-l’Évangéliste                                                                | 3 mai 1803                   | Paris, août 1804 Musée Napoléon/Louvre en 1804                                                                                            | 1815 Parme – Galerie |
| RENI, Guido, dit LE GUIDE                                              | Saint Roch dans sa prison | Modène - Galerie                                                                                       | 22 mai 1796                  | Paris, 31 juillet 1797 Louvre en 1798 | 1815 Modène – Galerie |
| RENI, Guido, dit LE GUIDE                                              | Le Massacre des Innocents | Bologne – Église Saint-Dominique                                                                       | 2 juillet 1796               | Paris, 31 juillet 1797 Louvre en 1798 | 1815 Bologne – Pinacothèque |
| RENI, Guido, dit LE GUIDE                                              | Le Christ tenant sa croix (Voir) | Bologne – Église San Salvator                                                                          | 2 juillet 1796               | Paris, 31 juillet 1797 Musée de Toulouse en 1803                                                                                          | |
| RENI, Guido, dit LE GUIDE                                              | Job sur un trône, recevant des présents | Bologne – Église des Mendicanti                                                                        | 2 juillet 1796               | Paris, 31 juillet 1797 Paris - Église Notre-Dame en 1802 Disparu                                                                          | |
| RENI, Guido, dit LE GUIDE                                              | La Vierge et le Christ mort, avec les saints protecteurs de Bologne | Bologne – Église des Mendicanti                                                                        | 2 juillet 1796               | Paris, 31 juillet 1797 Louvre en 1798 | 1815 Bologne – Pinacothèque |
| RENI, Guido, dit LE GUIDE                                              | La Purification de la Vierge (Voir) | Modène - Galerie                                                                                       | 25 octobre 1796              | Paris, 31 juillet 1797 Palais de Compiègne en 1806, Musée du Louvre                                                                       | |
| RENI, Guido, dit LE GUIDE                                              | Le Sommeil de l’Enfant Jésus (Voir) | Modène - Galerie                                                                                       | 25 octobre 1796              | Paris, 31 juillet 1797 Louvre en 1798, Musée de Clermont-Ferrand en 1895                                                                  | |
| RENI, Guido, dit LE GUIDE                                              | Le Christ en croix et la Madeleine | Modène - Galerie                                                                                       | 25 octobre 1796              | Paris, 31 juillet 1797 Louvre en 1798 | 1815 ? |
| RENI, Guido, dit LE GUIDE                                              | Jésus-Christ remettant à saint Pierre les clefs de l’Église (Voir) | Fano – Église Saint-Pierre-des-Philippins                                                              | 1797                         | Paris, 27 juillet 1798 Louvre en 1798 | |
| RENI, Guido, dit LE GUIDE                                              | La Vierge dans une gloire avec saint Thomas et saint Jérôme | Pesaro - Cathédrale                                                                                    | 1797                         | Paris, 27 juillet 1798 Louvre en 1798, musée de Bruxelles en 1811                                                                         | 1815 Rome – Pinacothèque vaticane                                                                                              |
| RENI, Guido, dit LE GUIDE                                              | Le Père Éternel bénissant le Monde (Voir) | Pesaro - Cathédrale                                                                                    | 1797                         | Paris, 27 juillet 1798 Musée de Dijon en 1803                                                                                             | |
| RENI, Guido, dit LE GUIDE                                              | L’Assomption de la Vierge | Pérouse – Église des Philippins                                                                        | 23 février 1797              | Paris, 27 juillet 1798 Musée de Lyon en 1801                                                                                              | |
| RENI, Guido, dit LE GUIDE                                              | Le Martyre de saint Pierre | Rome - Vatican                                                                                         | 4 mai 1797                   | Paris, 27 juillet 1798 Louvre en 1798 | 1815 Rome – Pinacothèque vaticane                                                                                              |
| RENI, Guido, dit LE GUIDE                                              | La Fortune | Rome – Galerie du Capitole                                                                             | 5 mai 1797                   | Paris, 27 juillet 1798 Palais de Saint-Cloud en 1802, puis palais du Trianon                                                              | 1815 Rome – Pinacothèque vaticane                                                                                              |
| RENI, Guido, dit LE GUIDE                                              | Apollon écorchant Marsyas (Voir) | Turin - Galerie                                                                                        | Février ou mars 1799         | Paris, 22 mai 1799 Musée de Toulouse en 1801                                                                                              | |
| RENI, Guido, dit LE GUIDE                                              | Saint Jean dans le désert | Turin - Galerie                                                                                        | Février ou mars 1799         | Paris, 22 mai 1799 Louvre en 1801 | 1815 Turin – Pinacothèque |
| RENI, Guido, dit LE GUIDE                                              | Adam et Ève au Paradis (Voir) | Turin - Galerie                                                                                        | Février ou mars 1799         | Paris, 22 mai 1799 Musée de Dijon en 1809                                                                                                 | |
| RENI, Guido, dit LE GUIDE                                              | Cléopâtre mourante | Florence – Palais Pitti                                                                                | Mars ou avril 1799           | Paris, 2 janvier 1800 Louvre en 1801 | 1815 Florence – Palais Pitti                                                                                                   |
| École de Guido RENI                                                    | Une tête de Vierge | Bologne – Madonna di Galliera                                                                          | 2 juillet 1796               | Paris, 8 novembre 1796 Disparu | |
| RICCI, Sebastiano                                                      | Un miracle de saint Maur | Parme                                                                                                  | 3 mai 1803                   | Paris, août 1804 Disparu | |
| RICCI, Sebastiano                                                      | Saint Grégoire le Grand et saint Vital intercédant auprès de la Vierge en faveur des âmes du Purgatoire | Parme                                                                                                  | 3 mai 1803                   | Paris, août 1804 Paris – Église Saint-Gervais-Saint-Protais                                                                               | |
| ROBUSTI, Jacopo, dit IL TINTORETTO                                     | Le Paradis (esquisse de la composition exécutée au palais des Doges de Venise, salle du Conseil) | Vérone – Palais Bevilacqua                                                                             | 18 mai 1797                  | Paris, 27 juillet 1798 Louvre en 1798 | 1815 Venise – Académie |
| ROBUSTI, Jacopo, dit IL TINTORETTO                                     | Un Miracle de saint Marc | Venise – Scuola di San Marco                                                                           | 11 septembre 1797            | Paris, 27 juillet 1798 Louvre en 1798 | 1815 Venise – Académie |
| ROBUSTI, Jacopo, dit IL TINTORETTO                                     | Sainte Agnès ressuscitant le fils d’un préfet | Venise – Madonna dell’Orto                                                                             | 11 septembre 1797            | Paris, 27 juillet 1798 Louvre en 1798 | 1815 Venise – Madonna dell’Orto                                                                                                |
| RONCALLI, Cristoforo, dit IL CAVALIERE DELLE POMERANCE                 | Le Christ en croix entre deux larrons | Modène - Galerie                                                                                       | 25 octobre 1796              | Paris, 31 juillet 1798 Louvre en 1798 | 1815 Modène - Galerie |
| RONDANI, Francesco Maria                                               | La Vierge et l’Enfant Jésus adorés par saint Jérôme et saint Augustin, évêque d’Hippone | Parme – Église des Ereminati                                                                           | 3 mai 1803                   | Paris, août 1804 Musée Napoléon/Louvre en 1804                                                                                            | 1815 Parme - Galerie |
| ROSA, Salvator                                                         | L’Assomption de la Vierge | Milan – Église de la Victoire                                                                          | 24 mai 1796                  | Paris, 31 juillet 1797 Paris - Église Notre-Dame en avril 1802                                                                            | |
| ROSA, Salvator                                                         | Le Purgatoire | Milan – Église San Giovanni alle Case Rotte                                                            | 25 juin 1796                 | Paris, 31 juillet 1797 Louvre en 1798 | 1815 Milan – Musée Brera |
| ROSA, Salvator                                                         | L’Imposture | Florence – Palais Pitti                                                                                | Mars ou avril 1799           | Paris, 2 janvier 1800 Louvre en 1800 | 1815 Florence – Palais Pitti                                                                                                   |
| ROSA, Salvator                                                         | Une Bataille | Florence – Palais Pitti                                                                                | Mars ou avril 1799           | Paris, 9 août 1801 Louvre en 1801 | 1815 Florence – Palais Pitti                                                                                                   |
| ROSA, Salvator                                                         | La Conjuration de Catilina | Florence – Palais Pitti                                                                                | Mars ou avril 1799           | Paris, 9 août 1801 Musée de Rouen en 1801                                                                                                 | 1815 Florence – Palais Pitti                                                                                                   |
| ROSSELLI, Cosimo                                                       | La Vierge et l'Enfant en gloire entourés d'anges, de sainte Marie-Madeleine et de saint Bernard (attribué à Francesco Botticini) (Voir) | Florence – Église de Castello (Santa Maria dei Pazzi)                                                  | 1811                         | Paris, août 1812 Musée Napoléon/Louvre en 1813                                                                                            | |
| ROSELLI, Matteo                                                        | Le Repos en Égypte | Florence                                                                                               | Acheté en 1806               | 1807 Musée Napoléon/Louvre, Palais de Fontainebleau                                                                                       | |
| ROSSO, Giovan Battista, dit IL ROSSO FIORENTINO                        | La Visitation | Pérouse – Église Sant’Agostino                                                                         | 1811                         | Paris, janvier 1814 Musée Napoléon/Louvre en 1814, ?                                                                                      | |
| ROVERE, Mauro della, dit IL FIAMMINGHINO                               | Le Baptême du Christ | Parme – Église San Quintino                                                                            | 3 mai 1803                   | Paris, août 1804 Paris – Église Saint-Paul-Saint-Louis en 1811                                                                            | 1815 Parme – Galerie |
| SABBATINI, Andrea, dit ANDREA DA SALERNO                               | La Visitation (attribué à un inconnu des écoles de l'école Flamande) | Naples                                                                                                 | 1802                         | Paris, 1803 Musée Napoléon/Louvre en 1804, Musée de Montpellier en 1872                                                                   | |
| SABATINI, Lorenzo, dit LORENZO DA BOLOGNA                              | Sainte Famille (Voir) | Turin - Galerie                                                                                        | 1801                         | Paris, 28 juillet 1801 Musée Napoléon/Louvre en 1802                                                                                      | |
| SACCHI, Andrea                                                         | La Charité romaine (Xantippe, fille de Cimon l’Athénien, allaite son vieux père dans sa prison) | Modène - Galerie                                                                                       | 22 mai 1796                  | Paris, 31 juillet 1797 Palais de Fontainebleau en 1806                                                                                    | 1815 Modène - Galerie |
| SACCHI, Andrea                                                         | Le Miracle de saint Grégoire le Grand | Rome - Vatican                                                                                         | 2 avril 1797                 | Paris, 27 juillet 1798 Louvre en 1798 | 1815 Rome – Pinacothèque vaticane                                                                                              |
| SACCHI, Andrea                                                         | La Vision de saint Romuald | Rome – Église des Camaldules de Saint-Romuald                                                          | 6 mai 1797                   | Paris, 27 juillet 1798 Louvre en 1798 | 1815 Rome – Pinacothèque vaticane                                                                                              |
| SACCHI, Pier Francesco                                                 | Les Quatre docteurs de l’Église : saint Augustin, saint Grégoire, saint Jérôme et saint Ambroise (Voir) | Gênes – Église Sant’Ugo                                                                                | 1811                         | Paris, 1813 Musée Napoléon/Louvre en 1813                                                                                                 | |
| SALVI, Giovanni Battista, dit IL SASSOFERRATO                          | L’Assomption de la Vierge (Voir) | Pérouse – Église Saint-Pierre                                                                          | 1811                         | Paris, janvier 1814 Musée Napoléon/Louvre en 1814                                                                                         | |
| SAMACCHINI, Orazio                                                     | Quatre tableaux représentant des poètes grecs : Alcée, Sapho, Érinne, Anacréon (Voir) | Parme                                                                                                  | 3 mai 1803                   | Paris, 1804 Musée Napoléon/Louvre en 1804                                                                                                 | 1815 ? |
| SANTI ou SANZIO, Raffaello, dit RAPHAËL                                | Jésus-Christ dans sa gloire, avec saint Paul, sainte Catherine (tableau dit «Les Cinq saints») | Parme – Église des religieuses de Saint-Paul                                                           | Mai 1796                     | Paris, 31 juillet 1797 Musée Napoléon/Louvre en 1804                                                                                      | 1815 Parme - Galerie |
| SANTI ou SANZIO, Raffaello, dit RAPHAËL                                | Sainte Cécile | Bologne – Église San Giovanni in Monte                                                                 | 2 juillet 1796               | Paris, 31 juillet 1797 Louvre en 1798 | 1815 Bologne – Pinacothèque |
| SANTI ou SANZIO, Raffaello, dit RAPHAËL                                | Le Couronnement de la Vierge | Pérouse – Église Saint-François                                                                        | 20 février 1797              | Paris, 27 juillet 1798 Louvre en 1798 | 1815 Rome – Pinacothèque vaticane                                                                                              |
| SANTI ou SANZIO, Raffaello, dit RAPHAËL                                | Les Vertus théologales (prédelle : «Descente de croix», galerie Borghèse) | Pérouse – Église Saint-François                                                                        | 20 février 1797              | Paris, 27 juillet 1798 Louvre en 1798 | 1815 Rome – Pinacothèque vaticane                                                                                              |
| SANTI ou SANZIO, Raffaello, dit RAPHAËL                                | L’Annonciation. L’Adoration des Rois. La Présentation au Temple (prédelle du tableau «Le Couronnement de la Vierge») | Pérouse – Église Saint-François                                                                        | 20 février 1797              | Paris, 27 juillet 1798 Louvre en 1798 | 1815 Rome – Pinacothèque vaticane                                                                                              |
| SANTI ou SANZIO, Raffaello, dit RAPHAËL                                | La Vierge couronnée dans le ciel, après son assomption (attribué à Jules Romain et à Francesco Penni dit Il Fattore) | Pérouse – Église de Monteluce                                                                          | 23 février 1797              | Paris, 27 juillet 1798 Louvre en 1798 | 1815 Rome – Pinacothèque vaticane                                                                                              |
| SANTI ou SANZIO, Raffaello, dit RAPHAËL                                | La Vierge de Foligno | Foligno – Église des religieuses de Sainte-Anne, dite Le Contesse                                      | 25 février 1797              | Paris, 27 juillet 1798 Louvre en 1798 | 1815 Rome – Pinacothèque vaticane                                                                                              |
| SANTI ou SANZIO, Raffaello, dit RAPHAËL                                | La Transfiguration | Rome – San Pietro in Montorio                                                                          | 3 mai 1797                   | Paris, 27 juillet 1798 Louvre en 1798 | 1815 Rome – Pinacothèque vaticane                                                                                              |
| SANTI ou SANZIO, Raffaello, dit RAPHAËL                                | La Vierge découvrant l’Enfant Jésus, dite : la Madone de Lorette (considérée comme une copie) | Lorette : mise en sûreté à Rome chez le duc de Braschi en 1797 ; confisquée avec la collection Braschi | 1798                         | Paris, 23 janvier 1801 Musée Napoléon/Louvre en 1810, église de Morangis en 1820, disparu                                                 | |
| SANTI ou SANZIO, Raffaello, dit RAPHAËL                                | Portrait du pape Léon X | Florence – Palais Pitti                                                                                | Mars ou avril 1799           | Paris, 2 janvier 1800 Louvre en 1800 | 1815 Florence – Palais Pitti                                                                                                   |
| SANTI ou SANZIO, Raffaello, dit RAPHAËL                                | La Vierge à la chaise | Florence – Palais Pitti                                                                                | Mars ou avril 1799           | Paris, 2 janvier 1800 Louvre en 1800 | 1815 Florence – Palais Pitti                                                                                                   |
| SANTI ou SANZIO, Raffaello, dit RAPHAËL                                | Portrait du pape Jules II (considéré comme une copie par Jules Romain) | Florence – Palais Pitti                                                                                | Mars ou avril 1799           | Paris, 2 janvier 1800 Louvre en 1800 | 1815 Florence – Musée des Offices                                                                                              |
| SANTI ou SANZIO, Raffaello, dit RAPHAËL                                | Sainte Famille, dite dell’Impannata | Florence – Palais Pitti                                                                                | Mars ou avril 1799           | Paris, 2 janvier 1800 Louvre en 1800, Palais du Sénat conservateur en 1802                                                                | 1815 Florence – Palais Pitti                                                                                                   |
| SANTI ou SANZIO, Raffaello, dit RAPHAËL                                | La Vision d’Ézéchiel | Florence – Palais Pitti                                                                                | Mars ou avril 1799           | Paris, 2 janvier 1800 Louvre en 1800 | 1815 Florence – Palais Pitti                                                                                                   |
| SANTI ou SANZIO, Raffaello, dit RAPHAËL                                | La Vierge au baldaquin | Florence – Palais Pitti                                                                                | Mars ou avril 1799           | Paris, 9 août 1801 Louvre en 1800 | 1815 Florence – Palais Pitti                                                                                                   |
| SANTI ou SANZIO, Raffaello, dit RAPHAËL                                | Portrait du cardinal Bernardo Dovizi da Bibbiena | Florence – Palais Pitti                                                                                | Mars ou avril 1799           | Paris, 2 janvier 1800 Louvre en 1800 | 1815 Florence – Palais Pitti                                                                                                   |
| SANTI ou SANZIO, Raffaello, dit RAPHAËL                                | Portrait de Tommaso (dit Phèdre) Inghirami | Florence – Palais Pitti                                                                                | Mars ou avril 1799           | Paris, 2 janvier 1800 Louvre en 1800 | 1815 Florence – Palais Pitti                                                                                                   |
| École de SANTI                                                         | La descente de croix | Pérouse – École Saint-Pierre                                                                           | 1er mars 1797                | Paris, 27 juillet 1798 Louvre en 1798 Disparu                                                                                             | |
| École de SANTI                                                         | Sainte Famille | Florence – Palais Pitti                                                                                | Mars ou avril 1799           | N'est pas arrivé à Paris | |
| SARTO, Andrea del                                                      | Portrait de l’artiste | Florence – Palais Pitti                                                                                | Mars ou avril 1799           | Paris, 2 janvier 1800 Louvre en 1800 | 1815 Florence – Palais Pitti                                                                                                   |
| SARTO, Andrea del                                                      | La Descente de croix | Florence – Palais Pitti                                                                                | Mars ou avril 1799           | Paris, 9 août 1801 Musée Napoléon/Louvre en 1802                                                                                          | 1815 Florence – Palais Pitti                                                                                                   |
| SARTO, Andrea del                                                      | Deux tableaux représentant des scènes de l’histoire de Joseph | Florence – Palais Pitti                                                                                | Mars ou avril 1799           | Paris, 2 janvier 1800 Louvre en 1800 | 1815 Florence – Palais Pitti                                                                                                   |
| SCARPAZZA ou SCARPACCIO, Vittore, dit CARPACCIO                        | La Prédication de saint Étienne à Jérusalem (échangé contre des tableaux flamands) (Voir) | Milan – Musée Brera                                                                                    | 1812                         | Paris, novembre 1812 Musée Napoléon/Louvre en 1812                                                                                        | |
| SCHEDONI ou SCHEDONE, Bartolomeo, LE SCHIDONE                          | La Mise au tombeau (Voir) (Voir) | Parme - Académie                                                                                       | Mai 1796                     | Paris, 31 juillet 1797 Louvre en 1797 | |
| SCHEDONI ou SCHEDONE, Bartolomeo, LE SCHIDONE                          | La Sainte Famille (Voir) (Voir) | Naples – Église de Capo di Monte                                                                       | 1802                         | Paris, 1803 Musée Napoléon/Louvre en 1803                                                                                                 | |
| D'après SCHEDONE                                                       | La Salutation angélique | Rome – Saint-Louis-des-Français                                                                        | 1802                         | Paris, 1803 Musée Napoléon/Louvre Disparu                                                                                                 | |
| SIMONE MARTINI ou DI MARTINO, dit SIMONE MEMMI                         | Le Couronnement de la Vierge (attribué à Niccolò di Pietro Gerini) | Florence – Couvent de l’Annunziata                                                                     | 1813                         | Paris, février 1814 Musée Napoléon/Louvre en 1814                                                                                         | |
| SPADA, Leonello                                                        | La Chasteté de Joseph (Voir) | Modène - Galerie                                                                                       | 22 mai 1796                  | Paris, 31 juillet 1797 Palais de Saint-Cloud, sous l’Empire, musée de Lille en 1851                                                       | |
| SPADA, Leonello                                                        | Saint-François offrant des fleurs à Jésus-Christ | Modène - Galerie                                                                                       | 19 juin 1796                 | Paris, 31 juillet 1797 Louvre en 1798 | 1815 Modène - Galerie |
| SPADA, Leonello                                                        | Le Martyre de saint Christophe (Voir) | Modène - Galerie                                                                                       | 25 octobre 1796              | Paris, 31 juillet 1797 Louvre en 1798, église Notre-Dame d'Épernay en 1896                                                                | |
| SPADA, Leonello                                                        | Le Retour de l’Enfant prodigue (Voir) | Modène - Galerie                                                                                       | 25 octobre 1796              | Paris, 31 juillet 1797 Louvre en 1798, palais de Compiègne en 1896, musée du Louvre en 1981                                               | |
| STROZZI, Bernardo, dit IL CAPPUCCINO ou IL PRETE GENOVESE              | La Circoncision | Crémone – Église des Dominicains                                                                       | 5 juin 1796                  | Paris, 31 juillet 1797 Paris – Église Saint-Philippe-du-Roule en 1811                                                                     | |
| STROZZI, Bernardo, dit IL CAPPUCCINO ou IL PRETE GENOVESE              | Les Pèlerins d’Emmaüs (Voir) | Rome – Collection du duc Braschi                                                                       | 1798                         | Paris, 1801 Musée de Grenoble en 1811 | |
| STROZZI, Bernardo, dit IL CAPPUCCINO ou IL PRETE GENOVESE              | La Vierge, l’Enfant Jésus et un ange qui montre les attributs de la puissance et du gouvernement ou La Madone de la Justice (Voir) | Gênes – Tribunal d’appel                                                                               | 1811                         | Paris, 1813 Musée Napoléon/Louvre en 1814, château de Maisons-Laffitte, musée du Louvre                                                   | |
| TADDEO DI BARTOLO                                                      | Retable en trois parties : au centre, la Vierge et l’Enfant Jésus ; à gauche, saint Gérard et saint Paul ; à droite, saint André et saint Nicolas (Voir) | Pise – Église San Paolo all’Orto                                                                       | 1811                         | Paris, 1813 Musée de Grenoble en 1876 | |
| TIARINI, Alessandro                                                    | Renaud et Armide | Modène - Galerie                                                                                       | 22 mai 1796                  | Paris, 31 juillet 1797 Palais de Saint-Cloud sous l’Empire, Disparu                                                                       | |
| TIARINI, Alessandro                                                    | Le Repentir de saint Joseph (Voir) (Voir) | Bologne – Église des Mendicanti                                                                        | 22 mai 1796                  | Paris, 31 juillet 1797 Louvre en 1797, château de Maisons-Laffitte en 1919, musée du Louvre en 1945                                       | |
| TIARINI, Alessandro                                                    | Le Mariage de sainte Catherine | Modène – Château de Bell’Aria                                                                          | 29 octobre 1796              | Paris, 31 juillet 1797 Louvre en 1798 | 1815 Modène – Galerie |
| TISI, Benvenuto, dit IL GAROFALO                                       | La Vierge, saint Jean-Baptiste et sainte Lucie | Modène - Galerie                                                                                       | 22 mai 1796                  | Paris, 31 juillet 1797 Louvre en 1798 | 1815 Modène - Galerie |
| TISI, Benvenuto, dit IL GAROFALO                                       | Sainte Famille, saint Jean et sainte Elisabeth (Voir) | Bologne – Madonna di Galliera                                                                          | 2 juillet 1796               | Paris, 8 novembre 1796 Louvre en 1797, musée d'Angers en 1895                                                                             | |
| TISI, Benvenuto, dit IL GAROFALO                                       | Sainte Famille | Rome - Capitole                                                                                        | 6 mai 1797                   | Paris, 27 juillet 1798 Louvre en 1798 | 1815 Rome – Pinacothèque du Capitole                                                                                           |
| TISI, Benvenuto, dit IL GAROFALO                                       | Jésus au milieu des docteurs | Turin - Galerie                                                                                        | 1801                         | Paris, 28 juillet 1801 Musée Napoléon/Louvre en 1810                                                                                      | 1815 Turin – Pinacothèque du Capitole                                                                                          |
| TUCCIO DI ANDRIA, ou Tuizo di                                          | La Vierge sur son trône, entourée de saint Pierre, saint Augustin, saint Jérôme, saint Pierre martyr, sainte Marguerite et deux donateurs | Savone – Église San Giacomo ou des Récollets                                                           | 1811                         | Paris, février 1812 Musée Napoléon/Louvre en 1812                                                                                         | 1815 ? |
| TURCHI, Alessandro, dit ALESSANDRO VERONESE ou L’ORBETTO               | Saint Sébastien secouru par les saintes Femmes (attribué à l’École d’Italie, XVIIe siècle) | Rome – Collection du duc Braschi                                                                       | 1798                         | Paris, 1801 Louvre en 1801, musée de Bordeaux en 1876                                                                                     | |
| TURCHI, Alessandro, dit ALESSANDRO VERONESE ou L’ORBETTO               | Adam et Ève pleurant la mort d’Abel (Voir) | Rome – Église Saint-Louis-des-Français                                                                 | 1802                         | Paris, 1803 ou 1804 Musée de Grenoble en 1811                                                                                             | |
| VACCARO, Andrea                                                        | Vénus et Adonis (attribué à Niccolò de Simone) (Voir) | Naples                                                                                                 | 1802                         | Paris, 1803 ou 1804 Musée Napoléon/Louvre en 1804, musée d'Aix-en-Provence en 1872                                                        | |
| VANNI, Francesco                                                       | Le Vierge, l’Enfant Jésus et deux anges | Rome – Église Saint-Louis-des-Français                                                                 | 1802                         | Paris, 1803 ou 1804 Musée de Toulouse en 1811                                                                                             | |
| VANNI, Francesco                                                       | La Vierge, l’Enfant et un ange tenant un oiseau (attribué à l’École italienne) | Rome – Église Saint-Louis-des-Français                                                                 | 1802                         | Paris, 1803 ou 1804 Paris – Église Saint-Sulpice en 1811                                                                                  | |
| VANNI, Turino                                                          | La Vierge et l’Enfant Jésus (Voir) | Pise – Couvent de Saint-Sylvestre                                                                      | 1811                         | Paris, 1813 Musée Napoléon/Louvre en 1813                                                                                                 | |
| VANNUCCI, Pietro di Cristoforo, dit LE PÉRUGIN                         | La Vierge entre saint Jacques et saint Augustin | Crémone – Église Saint-Augustin                                                                        | 2 juillet 1796               | Paris, 31 juillet 1797 Louvre en 1798 | 1815 Crémone – Église Saint-Augustin                                                                                           |
| VANNUCCI, Pietro di Cristoforo, dit LE PÉRUGIN                         | La Vierge, saint Michel, saint Jean et d’autres saints | Bologne – Église San Giovanni in Monte                                                                 | 2 juillet 1796               | Paris, 31 juillet 1797 Louvre en 1798 | 1815 Bologne – Pinacothèque |
| VANNUCCI, Pietro di Cristoforo, dit LE PÉRUGIN                         | La Résurrection | Pérouse – Église Saint-François                                                                        | 20 février 1797              | Paris, 27 juillet 1798 ? | 1815 Rome – Pinacothèque vaticane                                                                                              |
| VANNUCCI, Pietro di Cristoforo, dit LE PÉRUGIN                         | Le Mariage de la Vierge (Voir) (Voir) | Pérouse - Cathédrale                                                                                   | 24 février 1797              | Paris, 27 juillet 1798 Musée de Caen en 1802                                                                                              | |
| VANNUCCI, Pietro di Cristoforo, dit LE PÉRUGIN                         | Jeune saint avec une épée (fragment du Polyptyque de Sant'Agostino de Pérouse) (Voir) | Pérouse – Église Saint-Augustin                                                                        | 27 février 1797              | Paris, 27 juillet 1798 Louvre en 1798 | |
| VANNUCCI, Pietro di Cristoforo, dit LE PÉRUGIN                         | Saint Barthélemy (fragment du retable de l’église Saint-Augustin de Pérouse) | Pérouse – Église Saint-Augustin                                                                        | 27 février 1797              | Paris, 27 juillet 1798 Louvre en 1798 Disparu, doit être le tableau du musée de Birmingham                                                | |
| VANNUCCI, Pietro di Cristoforo, dit LE PÉRUGIN                         | Saint Jean l'Évangéliste et Saint Augustin (fragment du retable de l’église Saint-Augustin de Pérouse) (Voir) | Pérouse – Église Saint-Augustin                                                                        | 27 février 1797              | Paris, 27 juillet 1798 Musée de Toulouse en 1801                                                                                          | |
| VANNUCCI, Pietro di Cristoforo, dit LE PÉRUGIN                         | Sainte Apolline (fragment du retable de l’église Saint-Augustin de Pérouse) | Pérouse – Église Saint-Augustin                                                                        | 27 février 1797              | Paris, 27 juillet 1798 Musée de Strasbourg en 1801 Détruit pendant le bombardement de Strasbourg en 1870                                  | |
| VANNUCCI, Pietro di Cristoforo, dit LE PÉRUGIN                         | Saint Sébastien et sainte Apolline (fragment du retable de l’église Saint-Augustin de Pérouse) (Voir) | Pérouse – Église Saint-Augustin                                                                        | 27 février 1797              | Paris, 27 juillet 1798 Musée de Grenoble en 1811                                                                                          | |
| VANNUCCI, Pietro di Cristoforo, dit LE PÉRUGIN                         | Saint Herculan et Saint Jacques le Majeur (fragment du retable de l’église Saint-Augustin de Pérouse) | Pérouse – Église Saint-Augustin                                                                        | 27 février 1797              | Paris, 27 juillet 1798 Musée de Lyon en 1801                                                                                              | |
| VANNUCCI, Pietro di Cristoforo, dit LE PÉRUGIN                         | La Descente de croix | Pérouse – Église Saint-Augustin                                                                        | 27 février 1797              | Paris, 27 juillet 1798 Louvre en 1798 | 1815 ? |
| VANNUCCI, Pietro di Cristoforo, dit LE PÉRUGIN                         | La Vierge, l’Enfant Jésus, saint Jérôme et saint Augustin (Voir) | Pérouse – Église Saint-Augustin                                                                        | 27 février 1797              | Paris, 27 juillet 1798 Musée de Bordeaux en 1801                                                                                          | |
| VANNUCCI, Pietro di Cristoforo, dit LE PÉRUGIN                         | L'Ascension du Christ en présence de la Vierge et des apôtres (partie centrale du retable commandé au Pérugin en 1405 pour l’église Saint-Pierre de Pérouse) (Voir) (Voir) | Pérouse – Église Saint-Pierre                                                                          | 1er mars 1797                | Paris, 27 juillet 1798 Musée de Lyon en 1811                                                                                              | |
| VANNUCCI, Pietro di Cristoforo, dit LE PÉRUGIN                         | L’Adoration des rois mages (partie du retable commandé au Pérugin en 1405 pour l’église Saint-Pierre de Pérouse) (Voir) | Pérouse – Église Saint-Pierre                                                                          | 1er mars 1797                | Paris, 27 juillet 1798 Musée de Rouen en 1803                                                                                             | |
| VANNUCCI, Pietro di Cristoforo, dit LE PÉRUGIN                         | Le Baptême du Christ (partie du Polyptyque de San Pietro commandé au Pérugin en 1405 pour l’église Saint-Pierre de Pérouse) (Voir) | Pérouse – Église Saint-Pierre                                                                          | 1er mars 1797                | Paris, 27 juillet 1798 Musée de Rouen en 1803                                                                                             | |
| VANNUCCI, Pietro di Cristoforo, dit LE PÉRUGIN                         | La Résurrection du Christ (partie du retable commandé au Pérugin en 1405 pour l’église Saint-Pierre de Pérouse) (Voir) | Pérouse – Église Saint-Pierre                                                                          | 1er mars 1797                | Paris, 27 juillet 1798 Musée de Rouen en 1803                                                                                             | |
| VANNUCCI, Pietro di Cristoforo, dit LE PÉRUGIN                         | Le prophète Isaïe (partie du retable commandé au Pérugin en 1405 pour l’église Saint-Pierre de Pérouse) | Pérouse – Église Saint-Pierre                                                                          | 1er mars 1797                | Paris, 27 juillet 1798 Musée de Nantes en 1801                                                                                            | |
| VANNUCCI, Pietro di Cristoforo, dit LE PÉRUGIN                         | Le Prophète Jérémie (partie du retable commandé au Pérugin en 1405 pour l’église Saint-Pierre de Pérouse) | Pérouse – Église Saint-Pierre                                                                          | 1er mars 1797                | Paris, 27 juillet 1798 Musée de Nantes en 1801                                                                                            | |
| VANNUCCI, Pietro di Cristoforo, dit LE PÉRUGIN                         | Le Père Éternel bénissant entouré d’anges (partie du retable commandé au Pérugin en 1405 pour l’église Saint-Pierre de Pérouse) (Voir) | Pérouse – Église Saint-Pierre                                                                          | 1er mars 1797                | Paris, 27 juillet 1798 Paris - Église Saint-Gervais en 1811, Musée de Lyon en 1952                                                        | |
| VANNUCCI, Pietro di Cristoforo, dit LE PÉRUGIN                         | La Vierge et des anges | Pérouse – Église Saint-Pierre                                                                          | 1er mars 1797                | Paris, 27 juillet 1798 Musée de Strasbourg en 1801 Détruit en 1870                                                                        | |
| VANNUCCI, Pietro di Cristoforo, dit LE PÉRUGIN                         | Trois panneaux : Saint Placide – Sainte Flavie (ou sainte Cécile) – Saint-Benoît (retable commandé au Pérugin en 1405 pour l’église Saint-Pierre de Pérouse) | Pérouse – Église Saint-Pierre                                                                          | 1er mars 1797                | Paris, 27 juillet 1798 Louvre en 1798 | 1815 Rome – Pinacothèque vaticane                                                                                              |
| VANNUCCI, Pietro di Cristoforo, dit LE PÉRUGIN                         | La Famille de la Vierge (Voir) | Pérouse – Église de la Miséricorde                                                                     | 1er mars 1797                | Paris, 27 juillet 1798 Musée de Marseille en 1801                                                                                         | |
| VANNUCCI, Pietro di Cristoforo, dit LE PÉRUGIN                         | La Vierge et les saints protecteurs de Pérouse | Pérouse – Chapelle du Palais communal                                                                  | 3 mars 1797                  | Paris, 27 juillet 1798 Louvre en 1798 | 1815 Rome – Pinacothèque vaticane                                                                                              |
| VANNUCCI, Pietro di Cristoforo, dit LE PÉRUGIN                         | Pietà | Florence – Palais Pitti                                                                                | 3 mars 1797                  | Paris, 27 juillet 1798 Musée de Marseille en 1801                                                                                         | 1815 Florence – Palais Pitti                                                                                                   |
| VANNUCCI, Pietro di Cristoforo, dit LE PÉRUGIN                         | La Vierge, l’Enfant Jésus et deux anges | Rome – Église Saint-Louis-des-Français                                                                 | 1802                         | Paris, 1803 ou 1804 Disparu | |
| École de VANNUCCI                                                      | La Vierge et l’Enfant Jésus (considéré comme une copie ancienne d’après Raphaël, par Sassoferrato, de la Vierge de la Maison Connestabile, à Pérouse) | Rome – Villa Albani                                                                                    | 1798                         | Paris, 19 juillet 1799 Louvre en 1800 | |
| École de VANNUCCI                                                      | Le Mariage de sainte Catherine (attribué à l’École vénitienne, XVIe siècle) | Rome – Église Saint-Louis-des-Français                                                                 | 1802                         | Paris, 1803 ou 1804 Paris – Église Saint-Leu-Saint-Gilles en 1811                                                                         | |
| VAROTARI, Alessandro, dit IL PADOVANINO                                | La lutte de Jacob avec l’ange | Rome – Église Saint-Louis-des-Français                                                                 | 1802                         | Paris, 1803 ou 1804 Palais de Strasbourg sous l'Empire, Palais de Compiègne en 1832                                                       | |
| VASSALLO, Antonio Maria                                                | La Vierge dans sa gloire, adorée par saint François | Chiavari – Église Saint-François                                                                       | 1811                         | Paris, 1813 Musée Napoléon/Louvre en 1813                                                                                                 | 1815 ? |
| VASARI, Giorgio                                                        | La Cène (Voir) | Rome – Église Saint-Louis-des-Français                                                                 | 1802                         | Paris, 1803 ou 1804 Musée Napoléon/Louvre en 1804, musée de Troyes en 1876                                                                | |
| VASARI, Giorgio                                                        | Saint Pierre sur les eaux (Voir) | Rome – Église Saint-Louis-des-Français                                                                 | 1802                         | Paris, 1803 ou 1804 Musée Napoléon/Louvre en 1804, musée de Dijon en 1872                                                                 | |
| VASARI, Giorgio                                                        | La Salutation angélique | Arezzo – Église Santa Maria Novella                                                                    | Février 1813                 | Paris, février 1814 Musée Napoléon/Louvre en 1814                                                                                         | |
| VECELLIO, Tiziano, dit LE TITIEN                                       | Le Christ et la femme adultère (attribué au Titien) (Voir) | Modène - Galerie                                                                                       | 22 mai 1796                  | Paris, 31 juillet 1797 Musée de Bordeaux en 1803                                                                                          | |
| VECELLIO, Tiziano, dit LE TITIEN                                       | Le Couronnement d’épines (Voir) (Voir) | Milan – Église Sainte-Marie-des-Grâces                                                                 | 24 mai 1796                  | Paris, 31 juillet 1797 Louvre en 1798 | |
| VECELLIO, Tiziano, dit LE TITIEN                                       | L’Assomption de la Vierge | Vérone - Cathédrale                                                                                    | 18 mai 1797                  | Paris, 31 juillet 1797 Louvre en 1798 | 1815 Vérone – Cathédrale |
| VECELLIO, Tiziano, dit LE TITIEN                                       | Le Doge Antonio Grimani devant la Foi | Venise – Palais des Doges (salle des Quatre-Portes)                                                    | 11 septembre 1797            | Paris, 31 juillet 1797 Louvre en 1798 | 1815 Venise – Palais des Doges (salle des Quatre-Portes)                                                                       |
| VECELLIO, Tiziano, dit LE TITIEN                                       | Le Martyre de saint Pierre dominicain | Venise – Église Saints-Jean-et-Paul                                                                    | 11 septembre 1797            | Paris, 31 juillet 1797 Louvre en 1798 | 1815 Venise – Église Saints-Jean-et-Paul (détruit dans un incendie, le 16 août 1867)                                           |
| VECELLIO, Tiziano, dit LE TITIEN                                       | Le Martyre de saint Laurent | Venise – Église des Jésuites                                                                           | 11 septembre 1797            | Paris, 31 juillet 1797 Louvre en 1798 | 1815 Venise – Église des Jésuites                                                                                              |
| VECELLIO, Tiziano, dit LE TITIEN                                       | Portrait du cardinal Hippolyte de Médicis en costume hongrois | Florence – Palais Pitti                                                                                | Mars ou avril 1799           | Paris, 2 janvier 1800 Louvre en 1800 | 1815 Florence – Palais Pitti                                                                                                   |
| VECELLIO, Tiziano, dit LE TITIEN                                       | Portrait de femme, dite la Belle du Titien | Florence – Palais Pitti                                                                                | Mars ou avril 1799           | Paris, 2 janvier 1800 Louvre en 1800 | 1815 Florence – Palais Pitti                                                                                                   |
| VECELLIO, Tiziano, dit LE TITIEN                                       | La Madeleine | Florence – Palais Pitti                                                                                | Mars ou avril 1799           | Paris, 2 janvier 1800 Louvre en 1800 | 1815 Florence – Palais Pitti                                                                                                   |
| VECELLIO, Tiziano, dit LE TITIEN                                       | Le Sauveur du Monde | Florence – Palais Pitti                                                                                | Mars ou avril 1799           | Paris, 2 janvier 1800 Louvre en 1800 | 1815 Florence – Palais Pitti                                                                                                   |
| VINCI, Léonard de                                                      | Une tête de Vierge | Milan - Bibliothèque Ambroisienne                                                                      | Mai 1796                     | N'est jamais arrivé à Paris | |
| ZAMPIERI, Domenico, dit LE DOMINIQUIN                                  | La Vierge du Rosaire | Bologne – Église de San Giovanni in Monte                                                              | 2 juillet 1796               | Paris, 31 juillet 1797 Louvre en 1798 | 1815 Bologne – Pinacothèque |
| ZAMPIERI, Domenico, dit LE DOMINIQUIN                                  | Le Martyre de sainte Agnès | Bologne – Église des religieuses de Sainte-Agnès                                                       | 2 juillet 1796               | Paris, 31 juillet 1797 Louvre en 1798 | 1815 Bologne – Pinacothèque |
| ZAMPIERI, Domenico, dit LE DOMINIQUIN                                  | La Communion de saint Jérôme | Rome – Église Saint-Jérôme-de-la-Charité                                                               | 1er avril 1797               | Paris, 27 juillet 1798 Louvre en 1798 | 1815 Rome – Pinacothèque vaticane                                                                                              |
| Inconnus de l’École italienne                                          | La Vierge présente un œillet à l’Enfant Jésus | Turin                                                                                                  | 1801                         | Paris, 28 juillet 1801 Disparu | |
| Inconnus de l’École italienne                                          | La Vierge présente l’Enfant Jésus à saint François | Rome – Église Saint-Louis-des-Français                                                                 | 1802                         | Paris, 1803 ou 1804 Musée Napoléon/Louvre en 1804, chapelle du palais de Compiègne                                                        | |
| Inconnus de l’École italienne                                          | La Nativité | Couvent de Monteluce, près de Pérouse                                                                  | 1811                         | Paris, janvier 1814 Musée Napoléon/Louvre en 1814                                                                                         | 1815 Couvent de Monteluce |
| École Bolonaise                                                        | La Madeleine en méditation, la main droite appuyée sur une tête de mort | Rome – Église Saint-Louis-des-Français                                                                 | 1802                         | Paris, 1803 ou 1804 Musée Napoléon/Louvre en 1804 Disparu                                                                                 | |
| École Bolonaise                                                        | La Vierge, l’Enfant Jésus, sainte Marguerite et une autre sainte | Rome – Église Saint-Louis-des-Français                                                                 | 1802                         | Paris, 1803 ou 1804 Musée Napoléon/Louvre en 1804 Hôpital de la garde royale au Gros-Caillou en 1817                                      | |
| École Bolonaise                                                        | Le Crucifiement et plusieurs saints | Pérouse – Église Saint-Dominique                                                                       | 1811                         | Paris, janvier 1814 Musée Napoléon/Louvre en 1814                                                                                         | 1815 ? |
| École vénitienne                                                       | Portrait d’homme vêtu d’hermine, coiffé d’une toque et ayant une chaîne d’or au cou | Rome – Église Saint-Louis-des-Français                                                                 | 1802                         | Paris, 1803 ou 1804 Musée Napoléon/Louvre en 1804 Disparu                                                                                 | |
| École vénitienne                                                       | L’Enlèvement de Proserpine (attribué à Lucas van Uden, d’Anvers) | Rome – Église Saint-Louis-des-Français                                                                 | 1802                         | Paris, 1803 ou 1804 Musée Napoléon/Louvre en 1804 Palais de Compiègne après 1815, musée de Valenciennes en 1876                           | |
| École vénitienne                                                       | Cérès cherchant sa fille s’adresse à la nymphe Cyané (attribué à Lucas Van Uden, d’Anvers) | Rome – Église Saint-Louis-des-Français                                                                 | 1802                         | Paris, 1803 ou 1804 Musée Napoléon/Louvre en 1804 Palais de Compiègne après 1815, musée de Valenciennes en 1876                           | |
| École vénitienne                                                       | Jésus au milieu des docteurs (considéré comme une copie de Léonard de Vinci) | Pérouse – Église Saint-Dominique                                                                       | 1811                         | Paris, janvier 1814 Musée Napoléon/Louvre en 1814                                                                                         | 1815 ? |

## Peintures de l'école allemande
| Noms des artistes               | Titre des tableaux | Origine                                | Pris le              | Date d'arrivée à Paris et lieu de dépôt           | Date de reprise et lieu de dépôt         |
| ------------------------------- | --- | -------------------------------------- | -------------------- | ------------------------------------------------- | ---------------------------------------- |
| DURER, Albrecht                 | L’Adoration des Rois | Savone – Église Saint-Jean-Baptiste    | 1811                 | Paris, février 1812 Musée Napoléon/Louvre en 1814 | 1815 Savone – Église Saint-Jean-Baptiste |
| HOLBEIN, Hans                   | Portrait d’homme (longtemps pris pour le portrait de Luther) (attribué à Bartholomaeus Bruyn le Vieux) | Turin - Galerie                        | Février ou mars 1799 | Paris, 11 avril 1799 Louvre en 1800               | 1815 Turin – Pinacothèque                |
| HOLBEIN, Hans                   | Portrait de femme (longtemps pris pour le portrait de la femme de Luther) (attribué à Bartholomaeus Bruyn le Vieux) | Turin - Galerie                        | Février ou mars 1799 | Paris, 11 avril 1799 Louvre en 1800               | 1815 Turin – Pinacothèque                |
| HOLBEIN, Hans                   | Trois compositions dans un même cadre : 1°-Saint François d’Assise recevant les stigmates, 2°- Le Christ descendu de la Croix , 3°-La Cène (attribué à l’École flamande de la première moitié du XVIe siècle ; Maître de la Mort de Marie) | Gênes – Église Sainte-Marie-de-la-Paix | 1811                 | Paris, 1813 Musée Napoléon/Louvre en 1814         |                                          |
| HOLBEIN, Hans                   | Portrait d’Érasme | Turin - Galerie                        | Février ou mars 1799 | Paris, 11 avril 1799 Louvre en 1800               | 1815 Turin – Pinacothèque                |
| MIGNON, Abraham                 | Un vase orné de bas-relief et remplis de fleurs | Turin - Galerie                        | Février ou mars 1799 | Paris, 11 avril 1799 Louvre en 1800               | 1815 Turin – Pinacothèque                |
| MIGNON, Abraham                 | Un melon, des pêches, des raisins et autres fruits avec un nid d’oiseaux sur une branche de cerisier | Turin - Galerie                        | Février ou mars 1799 | Paris, 11 avril 1799 Louvre en 1800               | 1815 Turin – Pinacothèque                |
| Inconnus de l'école d'Allemagne | Des fruits, des légumes et des instruments de musique sur une table couverte d’un tapis (attribué à Fibdeler ou Sibdeler) | Turin - Galerie                        | Février ou mars 1799 | Paris, 11 avril 1799 Louvre en 1800               | 1815 Turin – Pinacothèque                |
| Inconnus de l'école d'Allemagne | L’Annonciation (attribué à l’École flamande, puis à l’école du Maître de Flemalle, peut-être de la jeunesse de Roger de la Pasture) | Turin - Galerie                        | Février ou mars 1799 | Paris, 22 mai 1799 Louvre en 1800                 |                                          |

## Peintures de l'école espagnole
| Noms des artistes                 | Titre des tableaux                                 | Origine | Pris le    | Date d'arrivée à Paris et lieu de dépôt           | Date de reprise et lieu de dépôt |
| --------------------------------- | -------------------------------------------------- | ------- | ---------- | ------------------------------------------------- | -------------------------------- |
| RIBERA, José de, dit L’ESPAGNOLET | L’Adoration des bergers (Voir) (Voir)              | Naples  | 1802       | Paris, 1803 ou 1804 Musée Napoléon/Louvre en 1804 |                                  |
| RIBERA, José de, dit L’ESPAGNOLET | Saint Martin partageant son manteau avec un pauvre | Parme   | 3 mai 1803 | Paris, août 1804 Disparu                          |                                  |
| RIBERA, José de, dit L’ESPAGNOLET | Saint Anselme                                      | Parme   | 3 mai 1803 | Paris, août 1804 Disparu                          |                                  |
| RIBERA, José de, dit L’ESPAGNOLET | Saint Roch                                         | Parme   | 3 mai 1803 | Paris, août 1804 Disparu                          |                                  |

## Peintures de l'école flamande
| Noms des artistes                            | Titre des tableaux | Origine                                | Pris le              | Date d'arrivée à Paris et lieu de dépôt                                                           | Date de reprise et lieu de dépôt      |
| -------------------------------------------- | --- | -------------------------------------- | -------------------- | ------------------------------------------------------------------------------------------------- | ------------------------------------- |
| BRUEGHEL, Jan, dit BREUGHEL DE VELOURS       | L’Air (fait partie de l’ensemble « Quatre Éléments » commandé à Brueghel par le cardinal Frédéric Borromée) (Voir)                                | Milan – Bibliothèque Ambrosienne       | 25 juin 1796         | Paris, 8 novembre 1796 Louvre en 1798, Palais de Saint-Cloud sous l’Empire, Musée du Louvre       |                                       |
| BRUEGHEL, Jan, dit BREUGHEL DE VELOURS       | La Terre (fait partie de l’ensemble « Quatre Éléments » commandé à Brueghel par le cardinal Frédéric Borromée) (Voir)                             | Milan – Bibliothèque Ambrosienne       | 25 juin 1796         | Paris, 8 novembre 1796 Louvre en 1798, Palais de Saint-Cloud sous l’Empire, Musée du Louvre       |                                       |
| BRUEGHEL, Jan, dit BREUGHEL DE VELOURS       | L’Eau (fait partie de l’ensemble « Quatre Éléments » commandé à Brueghel par le cardinal Frédéric Borromée)                                       | Milan – Bibliothèque Ambrosienne       | 25 juin 1796         | Paris, 8 novembre 1796 Louvre en 1798                                                             | 1815 Milan – Bibliothèque Ambrosienne |
| BRUEGHEL, Jan, dit BREUGHEL DE VELOURS       | Le Feu (fait partie de l’ensemble « Quatre Éléments » commandé à Brueghel par le cardinal Frédéric Borromée)                                      | Milan – Bibliothèque Ambrosienne       | 25 juin 1796         | Paris, 8 novembre 1796 Louvre en 1798                                                             | 1815 Milan – Bibliothèque Ambrosienne |
| BRUEGHEL, Jan, dit BREUGHEL DE VELOURS       | Daniel dans la fosse aux lions | Milan – Bibliothèque Ambrosienne       | 25 juin 1796         | Paris, 8 novembre 1796 Louvre en 1798                                                             | 1815 Milan – Bibliothèque Ambrosienne |
| BRUEGHEL, Jan, dit BREUGHEL DE VELOURS       | Une forêt, traversée par un chemin où passent des voyageurs, des voitures et des bestiaux                                                         | Turin - Galerie                        | Février ou mars 1799 | Paris, 11 avril 1799 Louvre en 1799, Palais de Saint-Cloud sous l’Empire                          | 1815 Turin – Pinacothèque             |
| BRUEGHEL, Jan, dit BREUGHEL DE VELOURS       | Une fête de village | Turin - Galerie                        | Février ou mars 1799 | Paris, 11 avril 1799 Louvre en 1800, Palais de Saint-Cloud sous l’Empire                          | 1815 Turin – Pinacothèque             |
| BRUEGHEL, Jan, dit BREUGHEL DE VELOURS       | La Procession instituée par l’Infante Isabelle à Bruxelles (attribué à Antoine Sallaert)                                                          | Turin - Galerie                        | Février ou mars 1796 | Paris, 22 mai 1799 Louvre en 1800, Palais de Saint-Cloud sous l’Empire                            | 1815 Turin – Pinacothèque             |
| BRUEGHEL, Jan, dit BREUGHEL DE VELOURS       | La Tour de Babel (attribué à Antoine Sallaert) | Turin - Galerie                        | Février ou mars 1796 | Paris, 22 mai 1799 Louvre en 1800, Musée de Mayence en 1801 Disparu                               |                                       |
| École de Jan BRUEHEL                         | Une fête de village (attribué à Jan Brueghel, dit de Velours)                                                                                     | Turin - Galerie                        | Février ou mars 1799 | Paris, 11 avril 1799 Louvre en 1800                                                               | 1815 Turin – Pinacothèque             |
| DENIS, Simon                                 | Deux vues de Naples | Rome – Confisqué à des Anglais         | 1798                 | Paris, 1801 Louvre en 1801, Palais de Saint-Cloud, sous l’Empire, Paris – Ministère de la Justice |                                       |
| DYCK, Anton Van                              | Portrait équestre de François de Moncade, ambassadeur d’Espagne près de l’Empire et généralissime des troupes espagnoles dans les Pays-Bas (Voir) | Rome – Collection du duc Braschi       | 1798                 | Paris, 1799 Louvre en 1799                                                                        |                                       |
| DYCK, Anton Van                              | Les Enfants de Charles 1er, roi d’Angleterre | Turin - Galerie                        | Février ou mars 1799 | Paris, 22 mai 1799 Louvre en 1799                                                                 | Turin - Pinacothèque                  |
| DYCK, Anton Van                              | Portrait du cardinal Guido Bentivoglio | Florence – Palais Pitti                | Mars ou avril 1799   | Paris, 9 août 1801 Musée Napoléon/Louvre en 1802                                                  | Florence – Palais Pitti               |
| École de Van DYCK                            | Une Bacchanale (attribué à Van Dyck sous l’intitulé «Renaud et Armide»)                                                                           | Turin - Galerie                        | Février ou mars 1799 | Paris, 22 mai 1799 Louvre en 1800                                                                 | 1815 Turin – Pinacothèque             |
| École de Van DYCK                            | Une Bacchanale (attribué à Van Dyck sous l’intitulé «Renaud et Armide»)                                                                           | Turin - Galerie                        | Février ou mars 1799 | Paris, 22 mai 1799 Disparu                                                                        |                                       |
| HOREMANS (sans doute Jan-Josef, dit le Père) | Le Marché au poisson | Turin - Galerie                        | Février ou mars 1799 | Paris, 1813 Musée Napoléon/Louvre en 1813                                                         |                                       |
| RUBENS, Peter Paul                           | La Transfiguration (Voir) | Mantoue – Église de la Trinité         | 24 février 1797      | Paris, 27 juillet 1798 Musée de Nancy en 1803                                                     |                                       |
| RUBENS, Peter Paul                           | La Sainte Famille | Florence – Palais Pitti                | Mars ou avril 1799   | Paris, 2 janvier 1800 Musée de Dijon en 1801                                                      | 1815 Florence – Palais Pitti          |
| RUBENS, Peter Paul                           | Les Conséquences de la guerre | Florence – Palais Pitti                | Mars ou avril 1799   | Paris, 9 août 1801 Louvre en 1801                                                                 | 1815 Florence – Palais Pitti          |
| RUBENS, Peter Paul                           | Paysage : Ulysse dans l’île des Phaéciens | Florence – Palais Pitti                | Mars ou avril 1799   | Paris, 2 janvier 1800 Louvre en 1800                                                              | 1815 Florence – Palais Pitti          |
| RUBENS, Peter Paul                           | Paysage : Retour des champs | Florence – Palais Pitti                | Mars ou avril 1799   | Paris, 2 janvier 1800 Louvre en 1800                                                              | 1815 Florence – Palais Pitti          |
| RUBENS, Peter Paul                           | Les Quatre philosophes (portraits de Rubens, de son frère et des philosophes Grotius et Juste Lipse)                                              | Florence – Palais Pitti                | Mars ou avril 1799   | Paris, 2 janvier 1800 Louvre en 1800                                                              | 1815 Florence – Palais Pitti          |
| RUBENS, Peter Paul                           | Portrait d’homme | Florence – Palais Pitti                | Mars ou avril 1799   | Paris, 2 janvier 1800 Louvre en 1800                                                              | 1815 ?                                |
| RUBENS, Peter Paul, et BRUEGHEL, Jan         | La Vierge, l’Enfant Jésus et un ange au milieu d’une guirlande                                                                                    | Milan – Bibliothèque Ambrosienne       | 24 mai 1796          | Paris, 8 novembre 1796 Louvre en 1797                                                             |                                       |
| Imitation de RUBENS                          | Portrait d’homme avec une barbe rousse et une collerette                                                                                          | Rome – Église Saint-Louis-des-Français | 1802                 | Paris, 1803 ou 1804 Musée Napoléon/Louvre en 1804 Disparu                                         |                                       |
| SUSTERMANS, Justus                           | Tête de sainte Marie-Madeleine | Florence - Palais Pitti                | Mars ou avril 1799   | Paris, 2 janvier 1800 Louvre en 1800                                                              | 1815 Florence - Palais Pitti          |
| TENIERS, David, dit l'Ancien                 | Paysage | Rome – Confisqué à des Anglais         | 1798                 | Paris, 1801 Hôtel de ville d'Autun en 1801, puis musée d'Autun                                    |                                       |
| TENIERS, David, dit le Jeune                 | Les Joueurs de cartes | Turin - Galerie                        | Février ou mars 1799 | Paris, 11 avril 1799 Louvre en 1799                                                               | 1815 Turin – Pinacothèque             |
| Inconnus de l'école Flamande                 | Portrait d’un jeune homme vêtu de noir, coiffé d’une toque carrée                                                                                 | Rome – Église Saint-Louis-des-Français | 1802                 | Paris, 1803 ou 1804 Musée Napoléon/Louvre en 1804 Disparu                                         |                                       |

## Peintures de l'école française
| Noms des artistes                       | Titre des tableaux                                                                  | Origine                                | Pris le              | Date d'arrivée à Paris et lieu de dépôt                                                                               | Date de reprise et lieu de dépôt |
| --------------------------------------- | ----------------------------------------------------------------------------------- | -------------------------------------- | -------------------- | --- | -------------------------------- |
| BOULOGNE, Valentin DE , dit LE VALENTIN | Le martyre de saint Procès et de saint Martinien                                    | Rome - Vatican                         | 6 mai 1797           | Paris, 27 juillet 1798 Louvre en 1798                                                                                 | 1815 Rome - Pinacothèque         |
| BOULOGNE, Valentin DE , dit LE VALENTIN | Le martyre de saint André                                                           | Turin - Galerie                        | Février ou mars 1799 | Paris, 22 mai 1799 Musée de Toulouse en 1811                                                                          |                                  |
| BOULOGNE, Valentin DE , dit LE VALENTIN | La Délivrance de saint Pierre                                                       | Rome – Église Saint-Louis-des-Français | 1802                 | Paris, 1803 ou 1804 Musée de Dijon en 1811                                                                            | 1815 ?                           |
| BOULOGNE, Valentin DE , dit LE VALENTIN | Le Reniement de saint Pierre                                                        | Rome – Église Saint-Louis-des-Français | 1802                 | Paris, 1803 ou 1804 Musée Napoléon/Louvre en 1804                                                                     | 1815 ?                           |
| COURTOIS, Jacques, dit LE BOURGUIGNON   | Une Bataille entre les Turcs et les Polonais                                        | Turin - Galerie                        | Février ou mars 1799 | Paris, 22 mai 1799 Palais de Compiègne sous l’Empire                                                                  | 1815 Turin - Pinacothèque        |
| POUSSIN, Nicolas                        | Le Martyre de saint Érasme                                                          | Rome - Vatican                         | 6 mai 1797           | Paris, 27 juillet 1798 Louvre en 1799                                                                                 | 1815 Rome - Pinacothèque         |
| POUSSIN, Nicolas                        | Sainte Marguerite                                                                   | Turin - Galerie                        | Février ou mars 1799 | PParis, 22 mai 1799 Louvre en 1799, Versailles – Musée spécial de l’École française en 1800, ramené au musée Napoléon | 1815 Turin - Pinacothèque        |
| Attribué à Nicolas POUSSIN              | Bacchanale, ou «le Triomphe de Silène» (attribué à l’École romaine du XVIIe siècle) | Turin - Galerie                        | Février ou mars 1799 | Paris, 22 mai 1799 Versailles – Musée spécial de l’École française, 1799, Musée de Tours en 1806                      |                                  |
| Attribué à Nicolas POUSSIN              | Moïse sur le mont Sinaï (attribué à l’École romaine du XVIIe siècle)                | Turin - Galerie                        | Février ou mars 1799 | Paris, 22 mai 1799 Versailles – Musée spécial de l’École française, 1799, Musée de Montpellier en 1803                |                                  |
| SUBLEYRAS, Pierre                       | La Madeleine aux pieds de Jésus-Christ chez Simon le Pharisien                      | Couvent d’Asti, près de Turin          | 1799                 | Paris, 22 mai 1799 Versailles – Musée spécial de l’École française, 1799, Musée du Louvre le 15 juillet 1816          |                                  |

## Peintures de l'école hollandaise
| Noms des artistes                                                            | Titre des tableaux | Origine                                | Pris le              | Date d'arrivée à Paris et lieu de dépôt                                                                   | Date de reprise et lieu de dépôt |
| ---------------------------------------------------------------------------- | --- | -------------------------------------- | -------------------- | --- | -------------------------------- |
| DOU, Gérard                                                                  | La Femme hydropique (offert par le roi de Sardaigne Charles-Emmanuel IV à Bertrand Clauzel qui l’a offert au Directoire]) (Voir). Le tableau était enfermé dans une boîte en ébène dont un volet était une peinture représentant une aiguière d'argent du même peintre (Voir) | Turin – Galerie                        | Décembre 1798        | Paris, 16 janvier 1799 Louvre en 1799                                                                     |                                  |
| DOU, Gérard                                                                  | Jeune Hollandaise à sa fenêtre | Turin – Galerie                        | Février ou mars 1799 | Paris, 11 avril 1799 Louvre en 1800                                                                       | 1815 Turin – Pinacothèque        |
| DOU, Gérard                                                                  | Portrait d’un géographe | Turin – Galerie                        | Février ou mars 1799 | Paris, 11 avril 1799 Louvre en 1800                                                                       | 1815 Turin – Pinacothèque        |
| GRIFFIER, Jan                                                                | Paysage (Vue des bords du Rhin) | Turin – Galerie                        | Février ou mars 1799 | Paris, 22 mai 1799 Louvre en 1800, Palais de Compiègne sous l’Empire                                      | 1815 Turin – Pinacothèque        |
| GRIFFIER, Jan                                                                | Paysage (Vue des bords du Rhin) | Turin – Galerie                        | Février ou mars 1799 | Paris, 22 mai 1799 Louvre en 1800, Palais de Compiègne sous l’Empire                                      | 1815 Turin – Pinacothèque        |
| GRIFFIER, Jan                                                                | L'Hiver | Turin – Galerie                        | Février ou mars 1799 | Paris, 22 mai 1799 Louvre en 1800, Palais de Fontainebleau sous l’Empire                                  | 1800 Turin – Pinacothèque        |
| GRIFFIER, Jan                                                                | Le Printemps | Turin – Galerie                        | Février ou mars 1799 | Paris, 22 mai 1799 Louvre en 1800, Palais de Fontainebleau sous l’Empire                                  | 1815 Turin – Pinacothèque        |
| HEEM, Jan-Davidzoon DE                                                       | Fruits, fleurs, serpents, insectes | Turin – Galerie                        | Février ou mars 1799 | Paris, 22 mai 1799 Louvre en 1800, Palais de Saint-Cloud sous l’Empire                                    | 1815 Turin – Pinacothèque        |
| HELST, Bartholomeus Van der                                                  | Portrait d’homme | Florence – Palais Pitti                | Mars ou avril 1799   | Paris, 2 janvier 1800 Louvre en 1800                                                                      | 1815 ?                           |
| HONTHORST, Gerrit Van , dit GHERARDO DELLA NOTTE                             | Jésus-Christ devant Pilate (attribué à l’École flamande, d’après G. della Notte) | Lorette – Palais pontifical            | 13 février 1797      | Paris, 27 juillet 1798 Musée de Rouen en 1803                                                             |                                  |
| HUCHTENBURG, Jan Van                                                         | La Bataille d’Hochstedt (1704) (fait partie d’une série de dix tableaux peints pour le prince Eugène de Savoie) | Turin – Galerie                        | Février ou mars 1799 | Paris, 22 mai 1799 Louvre en 1799, Ministère de la Marine, sous l’Empire                                  | 1815 Turin - Pinacothèque        |
| HUCHTENBURG, Jan Van                                                         | La Bataille de Chiari (1701) (fait partie d’une série de dix tableaux peints pour le prince Eugène de Savoie) | Turin – Galerie                        | Février ou mars 1799 | Paris, 22 mai 1799 Louvre en 1799, Ministère de la Guerre, sous l’Empire                                  | 1815 Turin - Pinacothèque        |
| HUCHTENBURG, Jan Van                                                         | La Bataille de Petervaradino (1716) (fait partie d’une série de dix tableaux peints pour le prince Eugène de Savoie) | Turin – Galerie                        | Février ou mars 1799 | Paris, 22 mai 1799 Louvre en 1799, Ministère de la Guerre, sous l’Empire                                  | 1815 Turin - Pinacothèque        |
| HUCHTENBURG, Jan Van                                                         | La Bataille de Belgrade (1717) (fait partie d’une série de dix tableaux peints pour le prince Eugène de Savoie) | Turin – Galerie                        | Février ou mars 1799 | Paris, 22 mai 1799 Louvre en 1799, Ministère de la Guerre, sous l’Empire                                  | 1815 Turin - Pinacothèque        |
| HUCHTENBURG, Jan Van                                                         | La Bataille de Turin (1706) (fait partie d’une série de dix tableaux peints pour le prince Eugène de Savoie) | Turin – Galerie                        | Février ou mars 1799 | Paris, 22 mai 1799 Louvre en 1799, Ministère de la Guerre, sous l’Empire                                  | 1815 Turin - Pinacothèque        |
| HUCHTENBURG, Jan Van                                                         | La Bataille d’Oudenarde (1708) (fait partie d’une série de dix tableaux peints pour le prince Eugène de Savoie) | Turin – Galerie                        | Février ou mars 1799 | Paris, 22 mai 1799 Louvre en 1799, Ministère de la Guerre, sous l’Empire                                  | 1815 Turin - Pinacothèque        |
| HUCHTENBURG, Jan Van                                                         | La Bataille de Malplaquet (1709) (fait partie d’une série de dix tableaux peints pour le prince Eugène de Savoie) | Turin – Galerie                        | Février ou mars 1799 | Paris, 22 mai 1799 Louvre en 1799, Ministère de la Guerre, sous l’Empire                                  | 1815 Turin - Pinacothèque        |
| HUCHTENBURG, Jan Van                                                         | La Bataille de Cassino (1705) (fait partie d’une série de dix tableaux peints pour le prince Eugène de Savoie) | Turin – Galerie                        | Février ou mars 1799 | Paris, 22 mai 1799 Louvre en 1799, Ministère de la Guerre, sous l’Empire                                  | 1815 Turin - Pinacothèque        |
| HUCHTENBURG, Jan Van                                                         | La Bataille de Zenta (1697) (fait partie d’une série de dix tableaux peints pour le prince Eugène de Savoie) | Turin – Galerie                        | Février ou mars 1799 | Paris, 22 mai 1799 Louvre en 1799, Ministère de la Guerre, sous l’Empire                                  | 1815 Turin - Pinacothèque        |
| HUCHTENBURG, Jan Van                                                         | La Bataille de Luzzara (1702) (fait partie d’une série de dix tableaux peints pour le prince Eugène de Savoie) | Turin – Galerie                        | Février ou mars 1799 | Paris, 22 mai 1799 Louvre en 1799, Ministère de la Guerre, sous l’Empire                                  | 1815 Turin - Pinacothèque        |
| LEYDEN, Lukas Van, ou LUKAS HUGENSZ                                          | La Vierge et trois saintes (attribué à un inconnu de l’École flamande ; école de Bruges, fin du XVe siècle) | Milan – Bibliothèque Ambrosienne       | 24 mai 1796          | Paris, 8 novembre 1796 Louvre en 1800, Musée de Caen en 1811                                              |                                  |
| MIERIS, Frans Van, l'Ancien                                                  | Son propre portrait (1659) | Turin - Galerie                        | Février ou mars 1799 | Paris, 11 avril 1799 Louvre en 1799                                                                       | 1815 Turin - Pinacothèque        |
| MIERIS, Frans Van, l'Ancien                                                  | Le Joueur de vielle | Turin - Galerie                        | Février ou mars 1799 | Paris, 22 mai 1799 Louvre en 1800                                                                         | 1815 Turin - Pinacothèque        |
| MIERIS, Frans Van, l'Ancien                                                  | La Bonne mère | Turin - Galerie                        | Février ou mars 1799 | Paris, 11 avril 1799 Louvre en 1800                                                                       | 1815 Turin - Pinacothèque        |
| MIERIS, Willem Van                                                           | Enfants faisant des bulles de savon (attribué à Pieter Cornelisz van Slingelandt) | Turin - Galerie                        | Février ou mars 1799 | Paris, 22 mai 1799 Louvre en 1799                                                                         | 1815 Turin - Pinacothèque        |
| MYTENS, Daniel Martensz, l'Ancien                                            | Portrait de Charles 1er d’Angleterre | Turin - Galerie                        | Février ou mars 1799 | Paris, 22 mai 1799 Louvre en 1799                                                                         | 1815 Turin - Pinacothèque        |
| POTTER, Paulus                                                               | Quatre taureaux dans une prairie | Turin - Galerie                        | Février ou mars 1799 | Paris, 11 avril 1799 Louvre en 1799                                                                       | 1815 Turin - Pinacothèque        |
| REMBRANDT, Harmenszoon Van Rijn                                              | Portrait d’un vieillard | Florence – Palais Pitti                | Mars ou avril 1799   | Paris, 2 janvier 1800 Louvre en 1800                                                                      | 1815 Florence – Palais Pitti     |
| REMBRANDT, Harmenszoon Van Rijn                                              | Portrait d’un vieillard (attribué à Salomon Koninck) | Turin - Galerie                        | Février ou mars 1799 | Paris, 11 avril 1799 Louvre en 1800                                                                       | 1815 Turin - Pinacothèque        |
| SANTVOORT, Dirck Dircksz van                                                 | Jésus-Christ à Emmaüs | Rome – Église Saint-Louis-des-Français | 1802                 | Paris, 1803 ou 1804 Musée Napoléon/Louvre en 1804, Palais de Saint-Cloud sous l’Empire, Musée du Louvre   |                                  |
| SCHALKEN, Godfried                                                           | Son propre portrait | Turin - Galerie                        | Février ou mars 1799 | Paris, 11 avril 1799 Louvre en 1799                                                                       | 1815 Turin - Pinacothèque        |
| VIRULY, Willem IV                                                            | Un Chasseur assis au pied d’un arbre | Rome – Collection du duc Braschi       | 1802                 | Paris, 19 juillet 1799 Louvre en 1800 Disparu                                                             |                                  |
| WERFF, Adriaen Van der                                                       | La Mort d’Abel | Turin - Galerie                        | Février ou mars 1799 | Paris, 11 avril 1799 Louvre en 1800                                                                       | 1815 Turin - Pinacothèque        |
| WERFF, Adriaen Van der                                                       | Pâris et Œnone | Turin - Galerie                        | Février ou mars 1799 | Paris, 11 avril 1799 Louvre en 1800                                                                       | 1815 Turin - Pinacothèque        |
| WITTEL, Caspar van , dit VAN VITTELLI ou VANVITEL, ou GASPARO DEGLI OCCHIALI | Vue de l’intérieur de la darse de Naples | Turin - Galerie                        | Février ou mars 1799 | Paris, 22 mai 1799 Louvre en 1800, Palais de Compiègne sous l’Empire                                      | 1815 Turin - Pinacothèque        |
| WOUWERMAN, Philips                                                           | Rencontre de cavalerie au bord d’un fleuve | Turin - Galerie                        | Février ou mars 1799 | Paris, 11 avril 1799 Louvre en 1799, Palais de Compiègne sous l’Empire                                    | 1815 Turin - Pinacothèque        |
| WOUWERMAN, Philips                                                           | L’Attaque d’un pont par un parti de cavalerie | Turin - Galerie                        | Février ou mars 1799 | Paris, 22 mai 1799 Louvre en 1800, Palais de Compiègne sous l’Empire                                      | 1815 Turin - Pinacothèque        |
| WOUWERMAN, Philips                                                           | Un marché de chevaux | Turin - Galerie                        | Février ou mars 1799 | Paris, 22 mai 1799 Louvre en 1800, Palais de Compiègne sous l’Empire                                      | 1815 Turin - Pinacothèque        |
| Inconnus de l'école hollandaise                                              | Portrait d’un homme avec une collerette de dentelle | Rome – Église Saint-Louis-des-Français | 1802                 | Paris, 1803 ou 1804 Musée Napoléon/Louvre en 1804                                                         | 1815 ?                           |
| Inconnus de l'école hollandaise                                              | Portrait d’un jeune homme (attribué à Van Vliet) | Rome – Église Saint-Louis-des-Français | 1802                 | Paris, 1803 ou 1804 Musée Napoléon/Louvre en 1804                                                         |                                  |
| Inconnus de l'école hollandaise                                              | Portrait d’homme, portant une courte barbe et coiffé d’une toque noire (attribué à un inconnu de l’École française) | Rome – Église Saint-Louis-des-Français | 1802                 | Paris, 1803 ou 1804 Musée Napoléon/Louvre en 1804, Palais de Compiègne en 1833, Musée de Narbonne en 1872 |                                  |

## Récapitulation
| Lieu et date d'enlèvement        | Tableaux enlevés | Tableaux repris en 1815 | Tableaux restés en France | Tableaux perdus |
| -------------------------------- | ---------------- | ----------------------- | ------------------------- | --------------- |
| Milan. Mai 1796                  | 19               | 6                       | 11                        | 2               |
| Crémone. Juin 1796               | 6                | 2                       | 4                         |                 |
| Modène. Juin 1796                | 20               | 10                      | 10                        |                 |
| Parme. Juin 1796                 | 15               | 12                      | 3                         |                 |
| Bologne. Juillet 1796            | 31               | 15                      | 16                        |                 |
| Cento. Juillet 1796              | 12               | 6                       | 6                         |                 |
| Livourne. Juillet 1796           | 1                | 0                       | 1                         |                 |
| Modène. Octobre 1796             | 30               | 11                      | 19                        |                 |
| Lorette. Février 1797            | 3                | 1                       | 2                         |                 |
| Pérouse. Février 1797            | 30               | 10                      | 20                        |                 |
| Mantoue. Février 1797            | 4                | 0                       | 4                         |                 |
| Foligno. Février 1797            | 1                | 1                       | 0                         |                 |
| Pesaro. 1796                     | 7                | 3                       | 4                         |                 |
| Fano. 1797                       | 3                | 0                       | 3                         |                 |
| Rome. 1797                       | 13               | 12                      | 1                         |                 |
| Vérone. Mai 1797                 | 14               | 7                       | 7                         |                 |
| Venise. Septembre 1797           | 18               | 14                      | 4                         |                 |
| TOTAL 1796-1797                  | 227              | 110                     | 115                       | 2               |
| Rome. 1798                       | 14               | 0                       | 14                        |                 |
| Turin. 1799                      | 66               | 46                      | 20                        |                 |
| Florence. 1799                   | 63               | 56                      | 0                         | 7               |
| Turin. 1801                      | 3                | 0                       | 3                         |                 |
| Naples. 1802                     | 7                | 0                       | 7                         |                 |
| Rome (Saint-Louis-des-Français). | 26               | 0                       | 26                        |                 |
| Parme. 1803                      | 27               | 14                      | 13                        |                 |
| TOTAL 1798-1803                  | 206              | 116                     | 83                        | 7               |
| Savone. 1811                     | 6                | 3                       | 3                         |                 |
| Gênes. 1811                      | 9                | 6                       | 3                         |                 |
| Chiavari. 1811                   | 2                | 1                       | 1                         |                 |
| Levanto. 1811                    | 1                | 1                       | 0                         |                 |
| La Sapieza. 1811                 | 1                | 1                       | 0                         |                 |
| Pise. 1811                       | 9                | 1                       | 8                         |                 |
| Florence. 1811                   | 9                | 0                       | 9                         |                 |
| Parme. 1811                      | 5                | 2                       | 3                         |                 |
| Foligno. 1811                    | 1                | 1                       | 0                         |                 |
| Todi. 1811                       | 3                | 2                       | 1                         |                 |
| Pérouse. 1811                    | 10               | 5                       | 5                         |                 |
| Milan (Brera). 1812              | 5                | 0                       | 5                         |                 |
| Florence. 1813                   | 12               | 0                       | 12                        |                 |
| TOTAL 1811-1813                  | 73               | 23                      | 50                        |                 |
| TOTAL GÉNÉRAL                    | 506              | 249                     | 248                       | 9               |